# Teltow
Teltow ['tɛltoː], anhörenⓘ ist mit rund 28.000 Einwohnern die bevölkerungsreichste Stadt im brandenburgischen Landkreis Potsdam-Mittelmark. Sie liegt direkt am südwestlichen Stadtrand von Berlin.
Der Ort Teltow wurde erstmals in einer Urkunde von Markgraf Otto III. im Jahr 1265 erwähnt und war 1375 auch im Landbuch Karls IV. verzeichnet. Wahrzeichen Teltows ist die in der Altstadt gelegene Stadtkirche St. Andreas, deren Ursprünge in das 12. Jahrhundert zurückreichen. Nach der Eröffnung des Teltowkanals im Jahr 1906 entwickelte sich die kleine Ackerbürgerstadt zu einer Industriestadt. Die Teltower nennen ihre Stadt selbst auch Rübchenstadt nach den Teltower Rübchen, einer seit über 300 Jahren rund um Teltow angebauten Speiserübe.
Nach der Deutschen Wiedervereinigung im Jahre 1990 hat sich Teltow durch die Nähe zu Berlin zunehmend zum Industriestandort und zur beliebten Wohnstadt entwickelt. Seine Altstadt wurde zwischen 1994 und 2011 weitgehend saniert und steht seit 1997 vollständig unter Denkmalschutz.

## Geografie

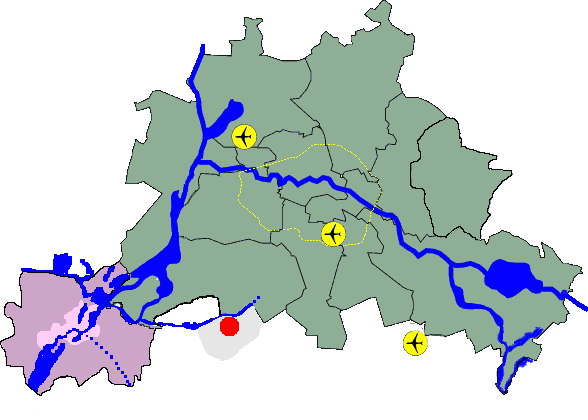
Lage an der Stadtgrenze Berlins

Teltow wird im Norden vom Teltowkanal begrenzt, nur an der Brücke zu Kleinmachnow ragt das Stadtgebiet ein kleines Stück über den Teltowkanal nach Norden hinaus. Im Norden liegt der Berliner Bezirk Steglitz-Zehlendorf, im Osten und Süden Großbeeren, im Westen Stahnsdorf und im Nordwesten Kleinmachnow. Die Entfernung von Teltow zur Potsdamer Innenstadt beträgt etwa 17 Kilometer, die zu Berlin-Mitte zirka 20 Kilometer.

### Geologie

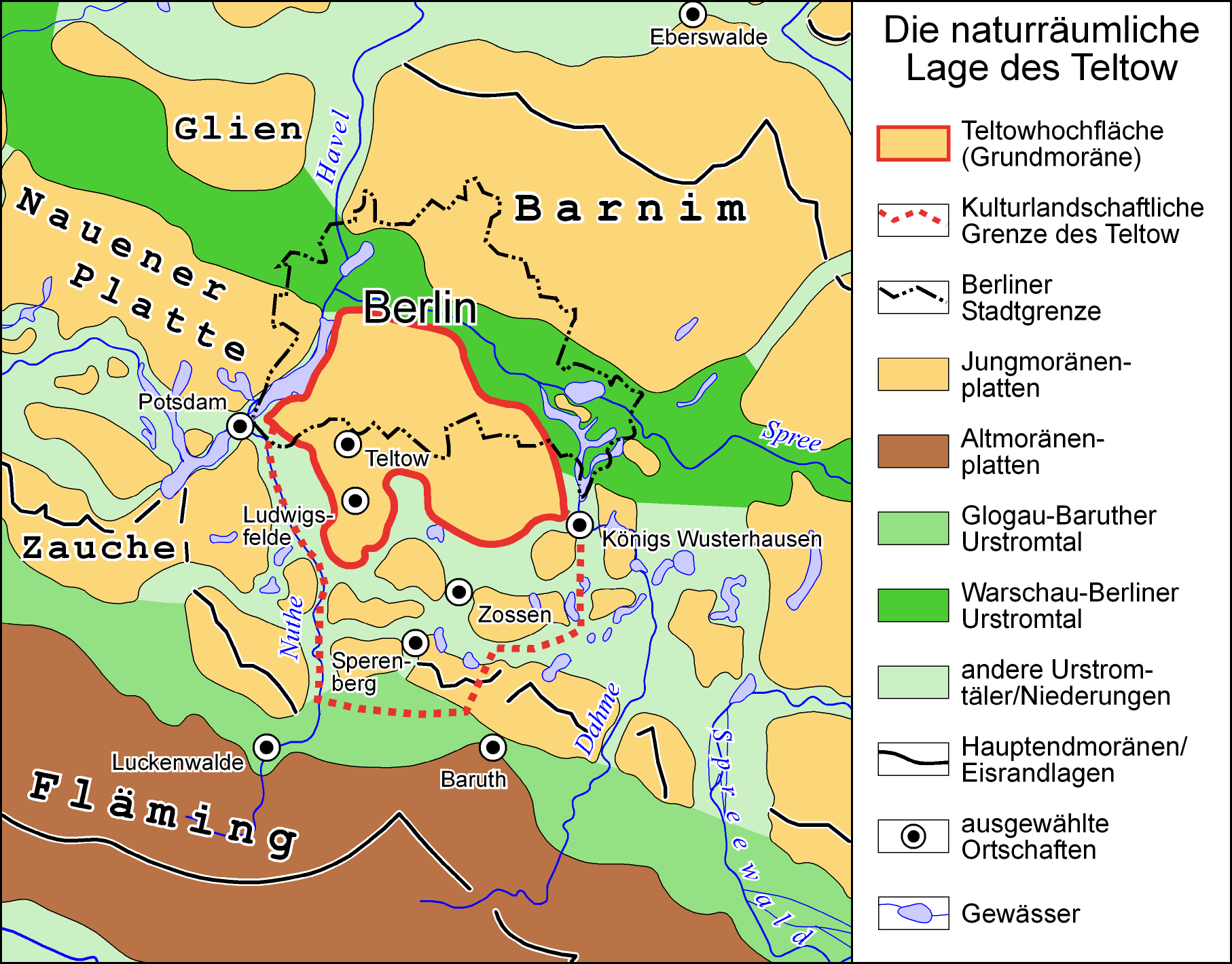
Naturräumliche Lage des Teltows

Teltow liegt auf der Grundmoränenhochfläche Teltow, die den südwestlichen Teil Berlins und den angrenzenden Teil Brandenburgs einnimmt. Diese Grundmoräne entstand in der letzten Eiszeit, der Weichsel-Eiszeit, vor etwa 21.000 Jahren. Im Bäketal formten die Wasserströme ein besonders bewegtes Relief mit kleinräumigen Hügelketten aus Geschiebemergel und Schmelzwasserrinnen, die heute mit Pfuhlen und Tümpeln durchsetzt sind. Diese aus geologischer Sicht verhältnismäßig lockere Ablagerung und die von der Bäke vorgeformte Bachrinne erleichterten den Bau des Teltowkanals erheblich. Der Kanal folgt der ursprünglichen Bäke fast vollständig.
Der Buschgraben ist eine schmale eiszeitliche Schmelzwasserrinne am südwestlichen Rand von Berlin. Der südliche Teil verläuft in nord-südlicher Richtung zwischen Berlin-Zehlendorf und Kleinmachnow und mündet nordwestlich von Teltow in den Teltowkanal. In Teltow gibt es mit dem Röthepfuhl und dem Grimmspfuhl zwei Kleingewässer, die aus Toteislöchern entstanden sind.

## Stadtgliederung
Zur Stadt Teltow gehören der Ortsteil Ruhlsdorf und die Wohnplätze Birkengrund, Seehof, Sigridshorst und Städtlersiedlung.

## Geschichte

### Namensgebung
Der Name Teltow geht nach Gerhard Schlimpert entweder auf den germanischen Flussnamen Telte, eine alternative Bezeichnung des Bäkefließes, oder auf die geographische Bezeichnung Tilithi zurück. In der erstgenannten etymologischen Variante hätte der Teltow als „Land an der Telte“ ursprünglich das Umland der Bäke bezeichnet. Telte wäre demnach entweder der ursprüngliche Name der Bäke (deren Name schlicht „Bach“ bedeutet) oder verdankte sich einer späteren Umbenennung dieses Baches. Der Flussname Telte ist seinerseits vielleicht mit der germanischen Wurzel *tel- „spalten“ zu verknüpfen; hingegen findet sich in Hans Bahlows Ortsnamenlexikon die Bedeutung „Sumpf, Moder“ für zahlreiche Orts- und Flussnamen mit Tel- (u. a. Tellmer, bei Lüneburg, der Telandros in Kleinasien, der Telavius in Dalmatien, der Telonno in Ligurien).
Eine andere Herleitung verbindet den Teltow mit dem Namen des sächsischen Tilithigaus (oder Gau Tilithi) an der Weser und deren Mündungsarmen Nordertill, Ostertill und Westertill, welche später auch als „Oster Telte“ und „Wester Telte“ belegt sind. Schlimpert sieht daneben eine mögliche Beziehung zum mecklenburgischen Teldau bei Hagenow. Sollte der Name Tilithi den Ursprung von Teltow bilden, so bleibt der erste Bestandteil in seiner Herkunft unsicher, während *-ithi eine gebräuchliche Ortsnamenendung darstellte, die im Sinne eines Kollektivmorphems auf die Häufung eines Phänomens hindeutet.
Im Folgenden wurde der Landschaftsname Teltow vermutlich auf den Ort Teltow übertragen. Beim Suffix -ow handelt es sich wahrscheinlich um eine Entlehnung aus dem slawischen Wort Teltova, welche dem ursprünglichen, germanischen Wortstamm Telte während der Zeit der slawischen Besiedlung angefügt wurde. Demzufolge würde Teltow dann „mit größter Wahrscheinlichkeit das ‚Land an der Telte‘“ bedeuten. Die Endung -ow kann daneben auch germanischen Ursprungs sein und wäre dann an die Namen auf -au anzuschließen. Ableitungen des gesamten Namens Teltow aus dem slawischen tele für „Kalb“ beziehungsweise „Kälberwiese“ und weitere in der Literatur vorhandenen Versuche zur Begriffsklärung sind nach Gerhard Schlimpert als sehr unwahrscheinlich anzusehen.

### Frühgeschichte und Mittelalter
Wie große Teile der geologisch jungen Oberfläche der Mark Brandenburg war das Bäketal weitgehend versumpft, gleichwohl wie viele Flusstäler bevorzugter Siedlungsraum. Die Ortslage Teltows am Schönower See, der später durch den Bau des Teltowkanals trockengelegt wurde, bot natürlichen Schutz und genügend Raum für eine größere Ansiedlung. Auf dem Stadtgebiet Teltows gibt es Bodenfunde, die darauf schließen lassen, dass 300 bis 400 Jahre v. Chr. Ansiedlungen existierten. Nachdem im Zuge der Völkerwanderungen im 4. und 5. Jahrhundert die Sueben, der elbgermanische Teilstamm der Semnonen, ihre Heimat an Havel und Spree verlassen hatten, zogen im späten 7. und 8. Jahrhundert slawische Stämme in den vermutlich weitgehend siedlungsleeren Raum ein.

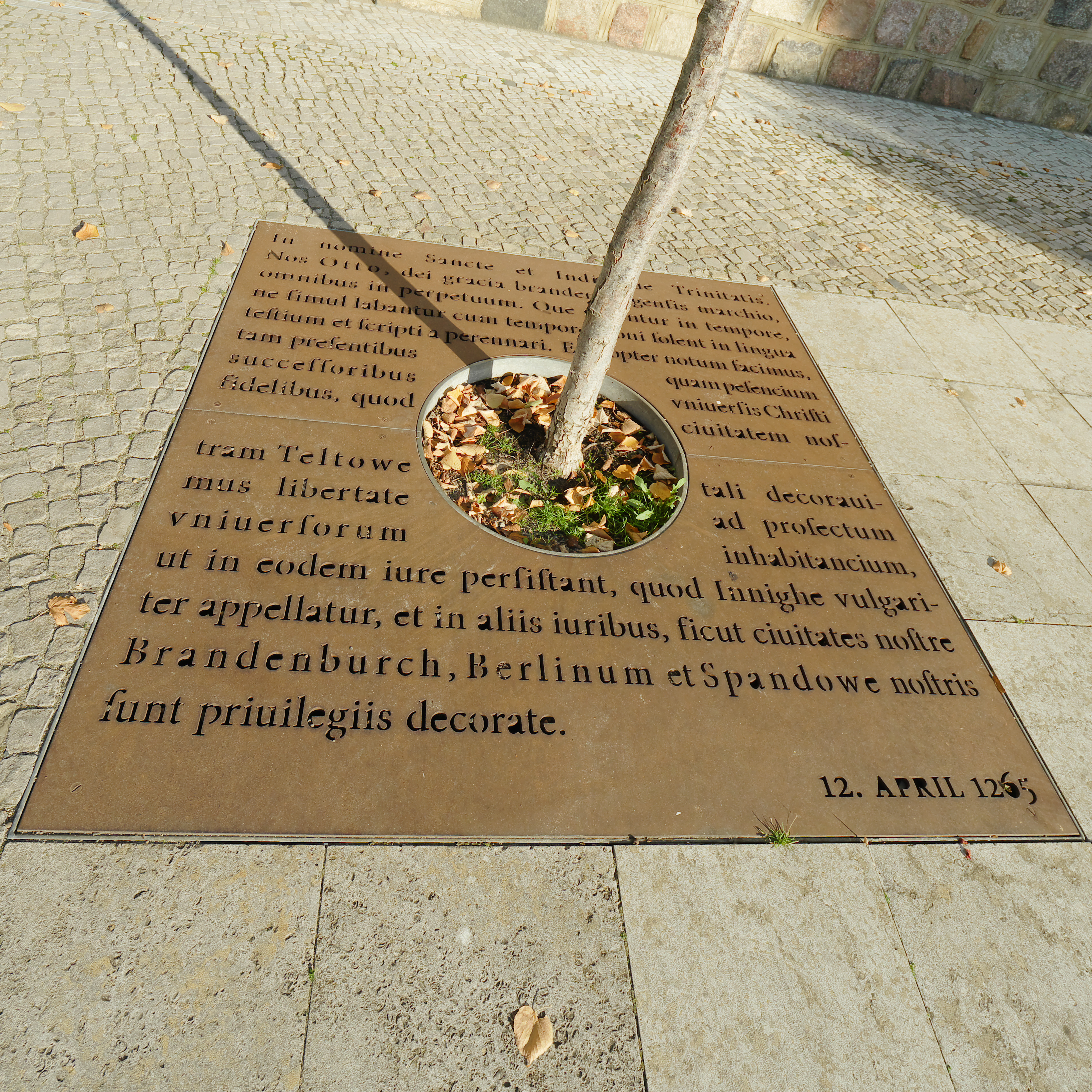
Gedenktafel mit dem lateinischen Text der Urkunde vom 12. April 1265 vor der Stadtkirche Sankt Andreas

Die slawische Zeit ging mit der Gründung der Mark Brandenburg durch den Askanier Albrecht I. im Jahr 1157 und dem folgenden deutschen Landesausbau nach Osten zu Ende. Im Zuge der Siedlungspolitik der askanischen Markgrafen wurden weitere Teile des Bäketales erschlossen. Die von der Spree durchflossenen Gebiete Barnim und Teltow, die der slawischen Landschaft Zpriauuani entsprechen, sind erstmals in einer Urkunde der Askanierfürsten aus dem Jahr 1232 erwähnt.
Die Stadt Teltow wurde zum ersten Mal in einer Urkunde von Markgraf Otto III. vom 6. April 1265 erwähnt, die der Stadt Innungsrechte verlieh. Die Stadt verblieb nur wenige Jahrzehnte als Immediatstadt unter askanischer Herrschaft, da sie gemeinsam mit sieben umliegenden Dörfern 1299 zur Tilgung einer Schuld von 300 Mark Silber an den Bischof von Brandenburg und somit an das Hochstift Brandenburg fiel. Die Stadt blieb Teil des Hochstifts bis zu dessen Aufgehen in das Kurfürstentum Brandenburg. Durch die fehlende Nähe zu bedeutenden Handelswegen versank die Stadt Teltow in den nächsten zirka 250 Jahren zunehmend in der Bedeutungslosigkeit. Das Siegel der Stadt Teltow im Jahr 1337 zeigt ein von Eichenzweigen umgebenes Adlerschild der Markgrafen von Brandenburg mit der Unterschrift „S(igillum) civitatis Teltowe“. Teltow wurde 1375 im Landbuch Karls IV. aufgeführt. Zu dieser Zeit bestand Teltow aus etwa 120 Familien, die vom Ackerbau, Viehzucht, Brauen und Handwerken lebten. Die Hauptgewerke waren Leineweber, Schneider, Schuhmacher, Stellmacher, Tischler, Zimmerleute und Schmiede.
Adlige, Geistliche und Bürger gründeten vor 1300 in Teltow wie in anderen Städten der Mark die religiöse Bruderschaft Der Kaland. Der Kalandgesellschaft gehörten Männer und Frauen an. Sie kamen am ersten Tag des Monats zusammen, hielten gemeinsame Andachten ab und widmeten sich sozialen Aufgaben. Hans von Berne wurde 1438 als Lehnrichter in den Kaland aufgenommen. 1468 kam Teltow unter die Lehensherrschaft der Familie von Schwanebeck.

Teltow im Hochstift Brandenburg

### Neuzeit bis 1900
Mit dem Übertritt des Bischofs Matthias von Jagow und des Lehnrichters Joachim von Schwanebeck zum Luthertum endete am 31. Oktober 1539 der Kaland. 1571 ging die Stadtherrschaft nach der Reformation wieder an den Kurfürsten zurück. Zur gleichen Zeit wurde die Stadt der Verwaltung des Domänenamtes Ziesar mit Sitz in der Burg Ziesar unterstellt. Die Pest wütete 1566 in Teltow, später forderte die Seuche nochmals in den Jahren 1612, 1626, 1631 und 1638 ihre Opfer.
Da die Häuser zum größten Teil aus Holz gebaut und mit Stroh oder Schindeln eingedeckt waren, blieb Teltow nicht von Stadtbränden verschont. In den Jahren 1612, 1643 und 1673 kam es zu Feuersbrünsten. Am 16. Juni 1711 blieben nach einem großen Stadtbrand nur der adlige Wilmersdorfsche Hof, das Pfarrhaus und ein Baderhaus stehen. König Friedrich I. verzichtete drei Jahre auf den Pachtzins der Bürger und unterstützte den Wiederaufbau mit Bauholzspenden. Am 17. August 1801 kam es zum erneuten Stadtbrand, bei dem 30 Häuser, die Andreaskirche, das Rathaus, die Schule und der Ritterhof abbrannten.
Während des Dreißigjährigen Krieges wurde Teltow 1631, 1634, 1637 und 1640 geplündert. Als Folge des Krieges war Teltow 1652 entvölkert und zählte nur noch 27 Hufner und 39 Gärtner. Bis 1737 war die Altstadt von Doppelwällen umgeben, die mit Eichen bepflanzt waren. Eine wehrhafte Burg oder eine Stadtmauer hatte Teltow nicht. Im Osten wurde der Wall durch das Berliner Tor und das Machnower Tor (später Potsdamer Tor) durchbrochen. Teltow lag an der Handelsstraße Wittenberg–Saarmund–Berlin-Kölln, die über eine Landzunge durch das versumpfte Gelände zu einem Spreeübergang führte. Die Tore dienten der Kontrolle des Verkehrs und wurden 1816 beseitigt.
Die Entwicklung in Teltow wurde mehrere Jahrhunderte durch die Familien Schwanebeck und von Wilmersdorf bestimmt, bis 1808 die Stein-Hardenbergschen Reformen eine neue Städteordnung mit sich brachte. Ein zentraler Punkt der Reformen waren die Mitwirkungsmöglichkeiten der Bürger durch Einführung der Selbstverwaltung in Provinzen, Kreisen und Kommunen. Die Bürger Teltows konnten nach 1813 durch einen selbst gewählten Magistrat mit entscheiden. 1815 stieg Teltow zur Kreisstadt des neu gebildeten Landkreises Teltow auf. Von 1819 an hatte das Landratsamt seinen Sitz in der Ritterstraße, das 1870 nach Berlin verlegt wurde.

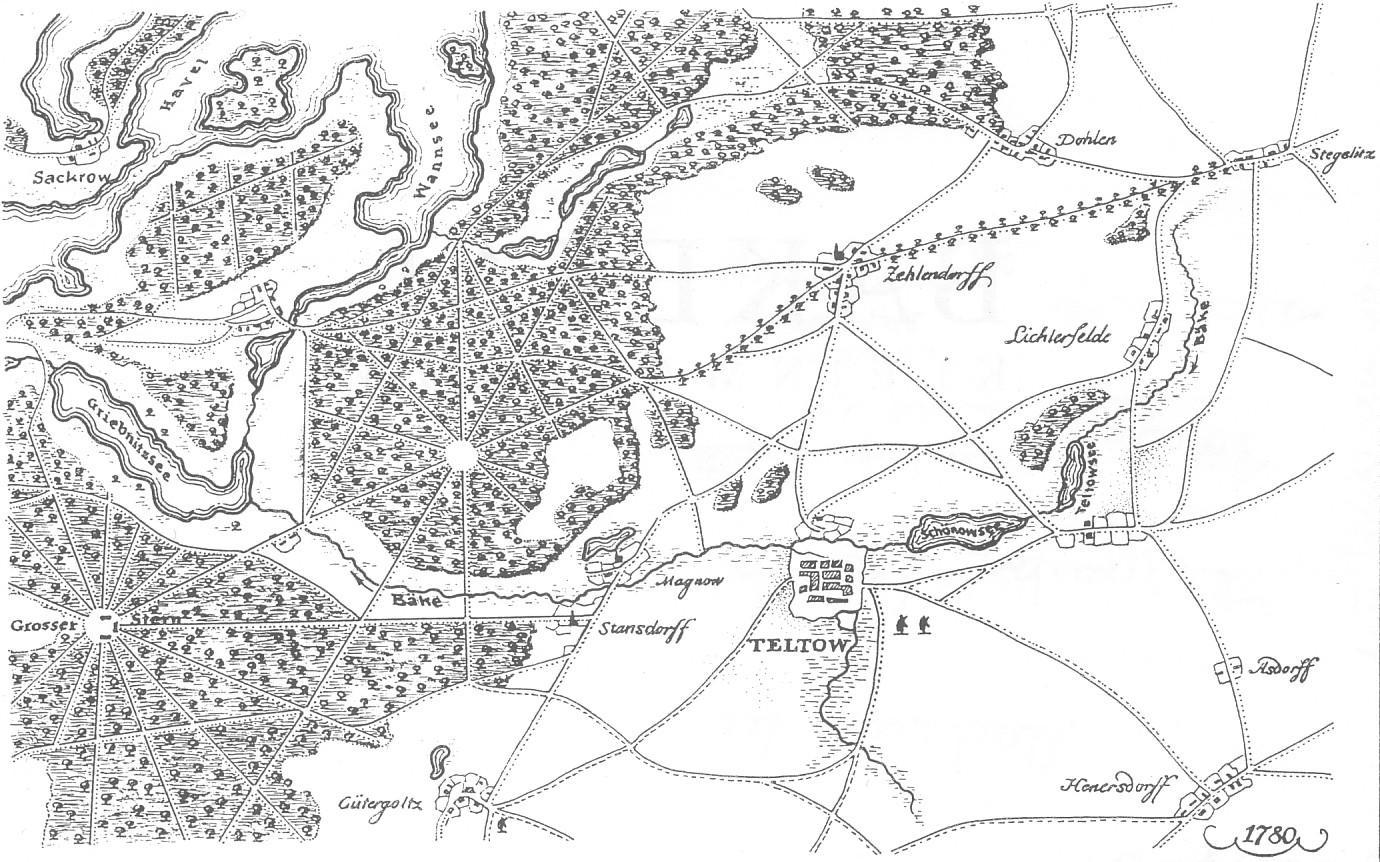
Lauf der Bäke und Teltower See (1780)

Von einer kleinen Anhöhe am südöstlichen Rande Ruhlsdorfs befehligte der schwedische Thronfolger Bernadotte am 23. August 1813 die schwedischen und russischen Truppen in der Schlacht bei Großbeeren. Zur Erinnerung an dieses Ereignis steht an dieser Stelle die Bernadotte-Linde. Die Schlacht war Teil der Befreiungskriege, die Niederlage der Franzosen verhinderte ein erneutes Vordringen der napoleonischen Truppen nach Berlin und beendete die französische Herrschaft in der Mark.
Am südöstlichen Ufer des ehemaligen Teltower Sees entstanden ab 1856 das Gut Seehof und zwischen 1872 und 1890 die Villenkolonie Seehof, eine Badeanstalt und ein Kurhaus. Später wurde der Teltowkanal mitten durch den See gebaut. Die Kanalisierung führte zum Austrocknen des Rests des Teltower Sees.

### Schleusenbau und Industrialisierung

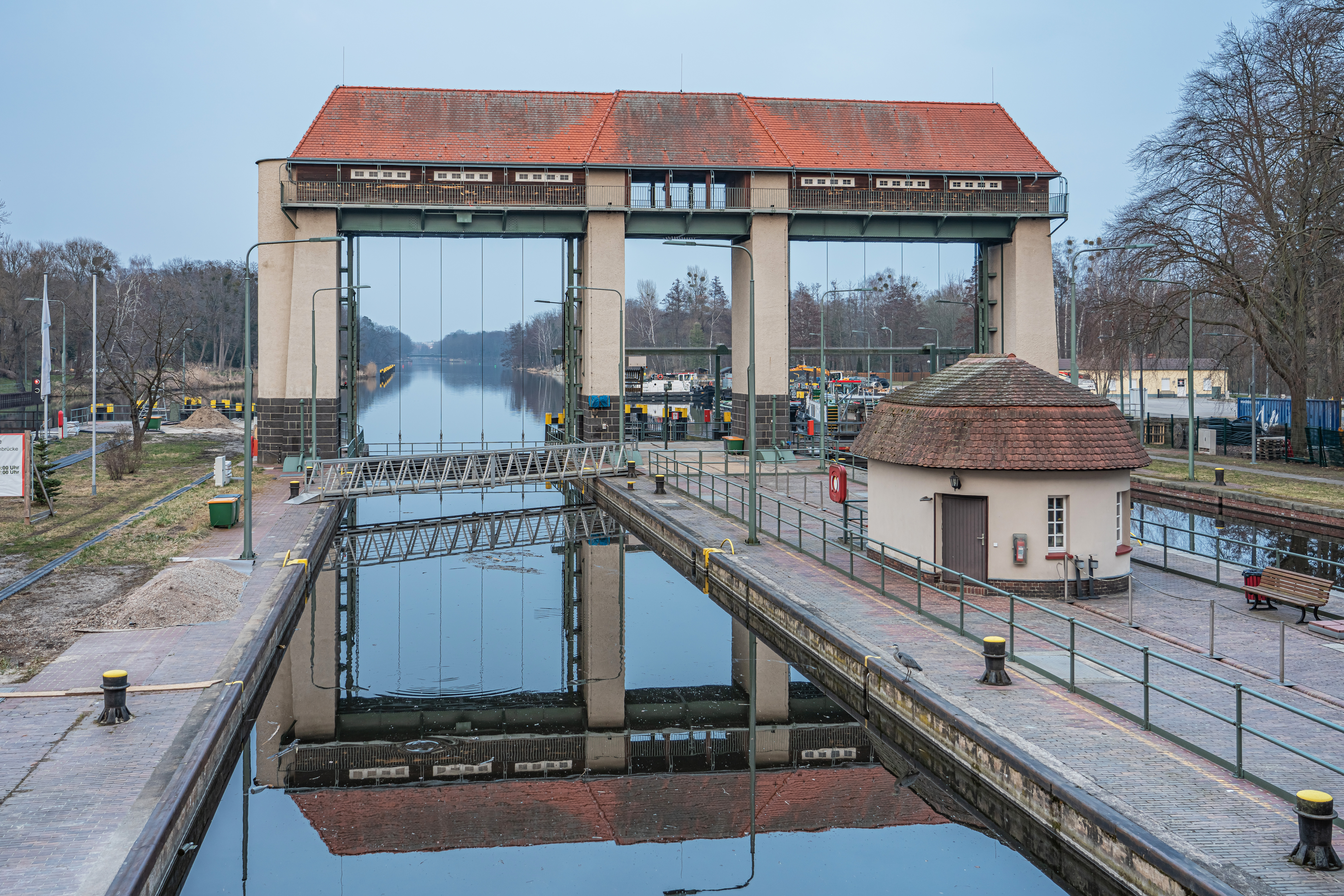
Denkmalgeschützte Schleuse Kleinmachnow

Der Bau des Teltowkanals von 1901 bis 1906 und der Schleuse Kleinmachnow war eine wichtige Initialzündung zur Industrialisierung der Stadt. Gleichzeitig galt die Schleuse als große Attraktion für Berliner Wochenendausflügler. Während des Kanalbaus wurde 1904 eine Porzellanfabrik gegründet, die ab 1908 Isolatoren für Elektroprodukte unter dem Warenzeichen Dralowid herstellt.
1911 wurde am Großbeerener Weg ein Versuchsflugplatz gebaut, von dem Übungsflüge zwischen Teltow und Johannisthal durchgeführt wurden. Die Flüge wurden 1919 wegen des Versailler Friedensvertrages gestoppt.

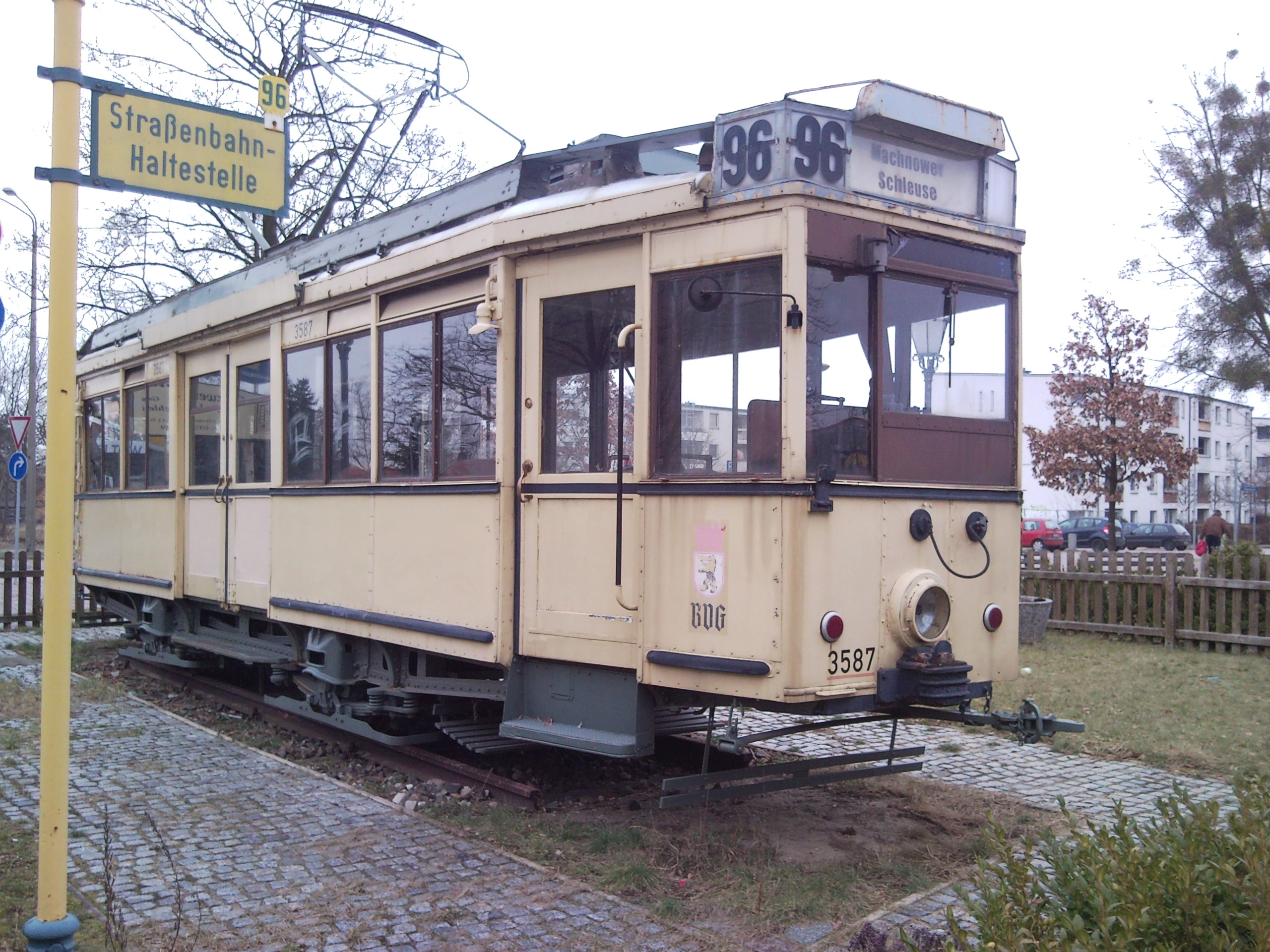
Wagen der ehemaligen Straßenbahnlinie 96

Zuvor wurde 1888 die Dampfstraßenbahnlinie von Groß-Lichterfelde (Anhalter Bahn) nach Teltow eingeweiht und 1901 der Bahnhof Teltow an der Anhalter Bahn eröffnet. Die Teltower Kreisbahnen entstanden am 1. April 1906, als der damalige Landkreis Teltow zwei Straßenbahnbetriebe käuflich erwarb. Einen Teil bildete die Straßenbahn Berlin-Lichterfelde–Seehof–Teltow–Stahnsdorf–Kleinmachnow (Schleuse). An die ehemalige Straßenbahnlinie 96 erinnerte seit 1999 am Rande der Potsdamer Straße ein 1929 gebauter Straßenbahn-Triebwagen. Der Wagen wurde am 13. Juni 2009 als Dauerleihgabe der Stadt Teltow nach Kleinmachnow verlegt, um dort in unmittelbarer Nähe zur Kleinmachnower Schleuse als Informationszentrum der ehemaligen Straßenbahnlinie zu dienen. 1909 erhielt Teltow einen Hafen mit Gleisanschluss der Teltower Eisenbahn. Mit der Gründung von Groß-Berlin 1920 und der Zusammenfassung aller dortigen Straßenbahnen endete die Selbständigkeit der Teltower Kreisbahnen. Die Stadt Teltow gab mit Wirkung vom 1. Oktober 1920 die elektrische Straßenbahn und die Industriebahn ab. Am 16. April 1921 übernahm die neue Stadtgemeinde Berlin den Betrieb.
Mit Beginn der Weltwirtschaftskrise musste die Porzellanfabrik infolge ihrer schwierigen wirtschaftlichen Lage 1929 mit der Steatit-Magnesia AG aus Berlin fusionieren. Als Nachfolgebetrieb der 1931 eingestellten Porzellanproduktion entstand ab 1929 das Dralowid-Werk. Der Name stand für Drahtlose Widerstände, das Hauptprodukt des Betriebes. In den Jahren 1929 bis 1937 wurden die bebauten Flächen in den Stadtteilen Seehof und Sigridshorst beiderseits der Mahlower und Ruhlsdorfer Straße und der Iserstraße erheblich ausgeweitet.

### Zweiter Weltkrieg
Während des Zweiten Weltkrieges setzte der Rüstungsbetrieb Ernst Heinkel Flugzeugwerke (heute Heinkel Systemservice für Energieanlagen) in Berlin-Reinickendorf Zwangsarbeiter ein. In Ruhlsdorf befand sich ein Lager für zivile Zwangsarbeiter, dessen Insassen auch für die Firma Curt von Grueber Maschinenbauanstalt (heute Teltomat Maschinenbau GmbH) in Teltow arbeiten mussten. Das Dralowid-Werk wurde Ende 1939 auf Rüstungserzeugnisse umgestellt. Der Betrieb produzierte Zünder für Granaten und Bomben, unter anderem für die V1- und V2-Waffe. Im Sommer 1940 trafen französische Kriegsgefangene zur Zwangsarbeit im Dralowid-Werk ein. Bis Februar 1943 erhielt das Werk 157 polnische und sowjetische Frauen zur Zwangsarbeit. Ende 1944 waren es etwa 300 Arbeiterinnen.
Im Zweiten Weltkrieg wurden 1943 große Teile der Stadt durch Luftangriffe zerstört. Vom ursprünglichen Teltow ist heute nur noch der Altstadtkern erhalten. Kurz vor Ende des Krieges im April 1945 wurden durch unmittelbare Kriegseinwirkungen hunderte von Bürgern getötet, alle Teltowkanalbrücken gesprengt und die öffentlichen Verkehrseinrichtungen zerstört. Nach dem Einmarsch der Roten Armee wurde Albert Wiebach als Bürgermeister eingesetzt.

### Geteiltes Deutschland

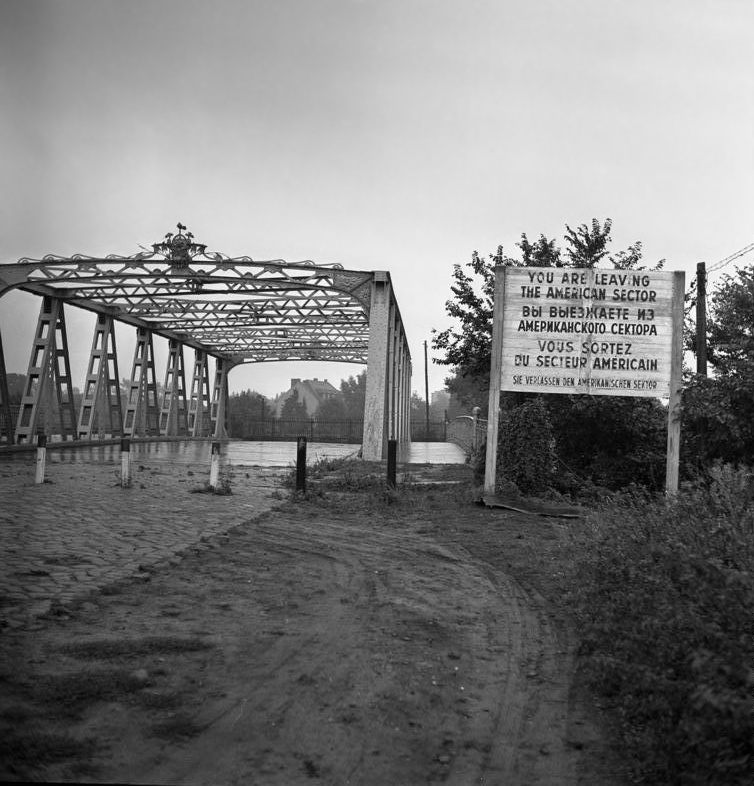
Knesebeckbrücke mit Blick auf Teltow, 1955

Max Malecki (1949) und Herbert Pucher (1952) waren die ersten beiden 1. Sekretäre der SED-Kreisleitung in Teltow. Auf der Grundlage der Verwaltungsreform in der DDR wurde 1952 der Kreis Teltow aufgelöst und Teltow dem Kreis Potsdam im neugebildeten Bezirk Potsdam zugeordnet. In der Zeit der sowjetischen Besatzungszone und der DDR kam es bis 1961 zu einem erheblichen Bevölkerungsverlust. Nach dem Mauerbau 1961 bildete der Teltowkanal an der nördlichen Teltower Gemarkungsgrenze die Grenze nach West-Berlin. Im Osten Teltows begrenzte die Mauer die Ortsteile Seehof und Sigridshorst. In den Wohngebieten nahe der Grenze zu West-Berlin wurden nach dem Mauerbau vor allem SED-Mitglieder und andere Linientreue angesiedelt, von denen das Regime annahm, dass sie nicht aus der DDR flüchten würden. Die Wohnbebauung an der Grenze war nur unter strenger Zugangsbeschränkung erreichbar. Bei dem Versuch, von der DDR über die Mauer nach West-Berlin zu gelangen, waren bis zum Fall der Mauer in Teltow mit Hans-Jürgen Starrost, Klaus Garten und Roland Hoff drei Maueropfer zu beklagen.

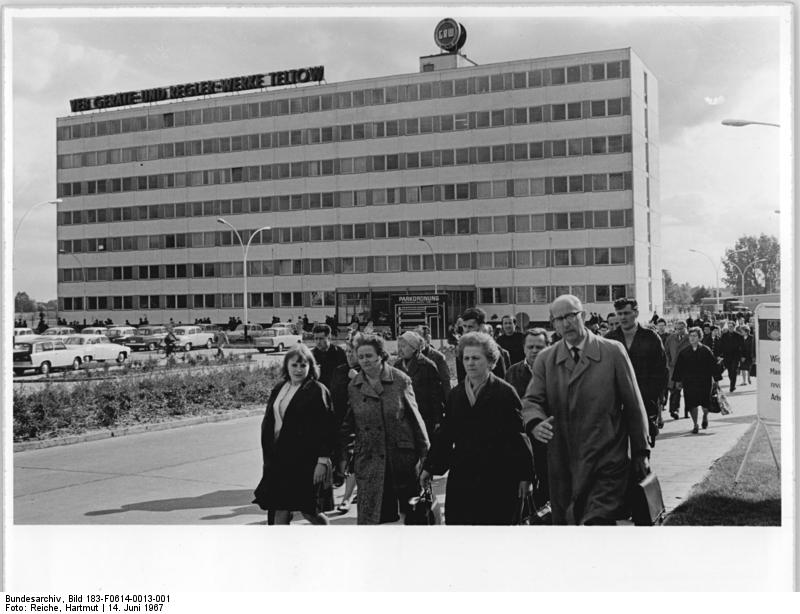
Schichtwechsel im VEB Geräte- und Reglerwerke, 1967

Ein wichtiges Ereignis für die Entwicklung von Teltow war im Januar 1946 die Gründung der Askania Feinmechanik und Optik GmbH, die Systeme zur Automatisierung industrieller Prozesse entwickelte. 1948 wurde Askania wie alle größeren Betriebe in Volkseigentum VEB Mechanik Askania Teltow überführt und 1954 in VEB Geräte- und Reglerwerke Teltow (GRW Teltow) umbenannt. Die GRW Teltow erhielt 1962 durch Beschluss des Volkswirtschaftsrates die landesweite Verantwortung für die Betriebs-, Mess-, Steuer- und Regelungstechnik (BMSR-Technik) in der DDR. Der Betrieb wuchs bis auf etwa 12.000 Beschäftigte in den 1970er Jahren an und war das Zentrum der Automatisierungstechnik der DDR.
Der zweite industrielle Großbetrieb in Teltow war der VEB Elektronische Bauelemente „Carl v. Ossietzky“ (CvO), der aus der Überführung des Dralowid-Werkes 1948 in VEB Dralowid und der Umbenennung 1953 in VEB Werk für Bauelemente der Nachrichtentechnik „Carl von Ossietzky“ (WBN) entstand. Bis 1955 wurden in Handfertigung 30 Millionen Schichtwiderstände pro Jahr gefertigt. Die Produktionszahl konnte in den nachfolgenden Jahrzehnten bis 1989 auf drei Millionen Widerstände pro Tag gesteigert werden.
Im WBN fiel 1951 der Startschuss für den Aufbau des neuen Industriezweiges Halbleitertechnologie in der DDR mit ersten Forschungsarbeiten zu Halbleitern. Unter Leitung von Matthias Falter stellten die Mitarbeiter der WBN-Forschungsabteilung 1953 die ersten Muster von Spitzentransistoren her.
Stadtplanungen der 1960er Jahre sahen für das Sanierungsgebiet Innenstadt einen flächendeckenden Abriss und eine fast vollständig neue Struktur aus Zeilenbauten vor. Einzig die Kirche, das Kino und ein Teil der Kuppelmayrschen Siedlung sollten erhalten bleiben. In den 1980er Jahren setzte in Teltow ein Prozess des Umdenkens ein. Zunächst wurden Einzelobjekte unter Denkmalschutz gestellt, im Jahr 1986 Teile der Altstadt zu Flächendenkmalen erklärt.
Begleitend zur gewerblichen Entwicklung wurden neue Gebiete für den Wohnungsbau erschlossen und entwickelt: 1961 bis 1965 die Neue Wohnstadt, 1970 die Grundsteinlegung für den Wohnkomplex Bodestraße im Flussviertel; 1987 bis 1989 das Wohngebiet Ruhlsdorfer Platz, 2005 das Musikerviertel, 2006 das Baufeld Mühlendorf mit im Endausbau möglichen 442 Einfamilien-, Doppel- und Reihenhäusern. Ende 2008 verfügte Teltow über 21 Wohngebiete.

### Jüngere Vergangenheit
Fünf Tage nach dem Fall der Berliner Mauer am 9. November 1989 wurde die Grenzübergangsstelle Philipp-Müller-Allee (benannt nach dem Kommunisten Philipp Müller, heute Lichterfelder Allee) nach Lichterfelde geöffnet. Der Westen hatte diesen Übergang für den Fahrzeugverkehr geschlossen, nachdem das Ministerium für Staatssicherheit 1952 den Juristen Walter Linse über diesen Grenzübergang über Teltow nach Ostberlin und später nach Moskau verschleppt hatte, wo er im Dezember 1953 hingerichtet wurde. Am 23. Juni 1990 wurde rund 29 Jahre nach dem Mauerbau die wiederaufgebaute Knesebeckbrücke nach Schönow geöffnet.

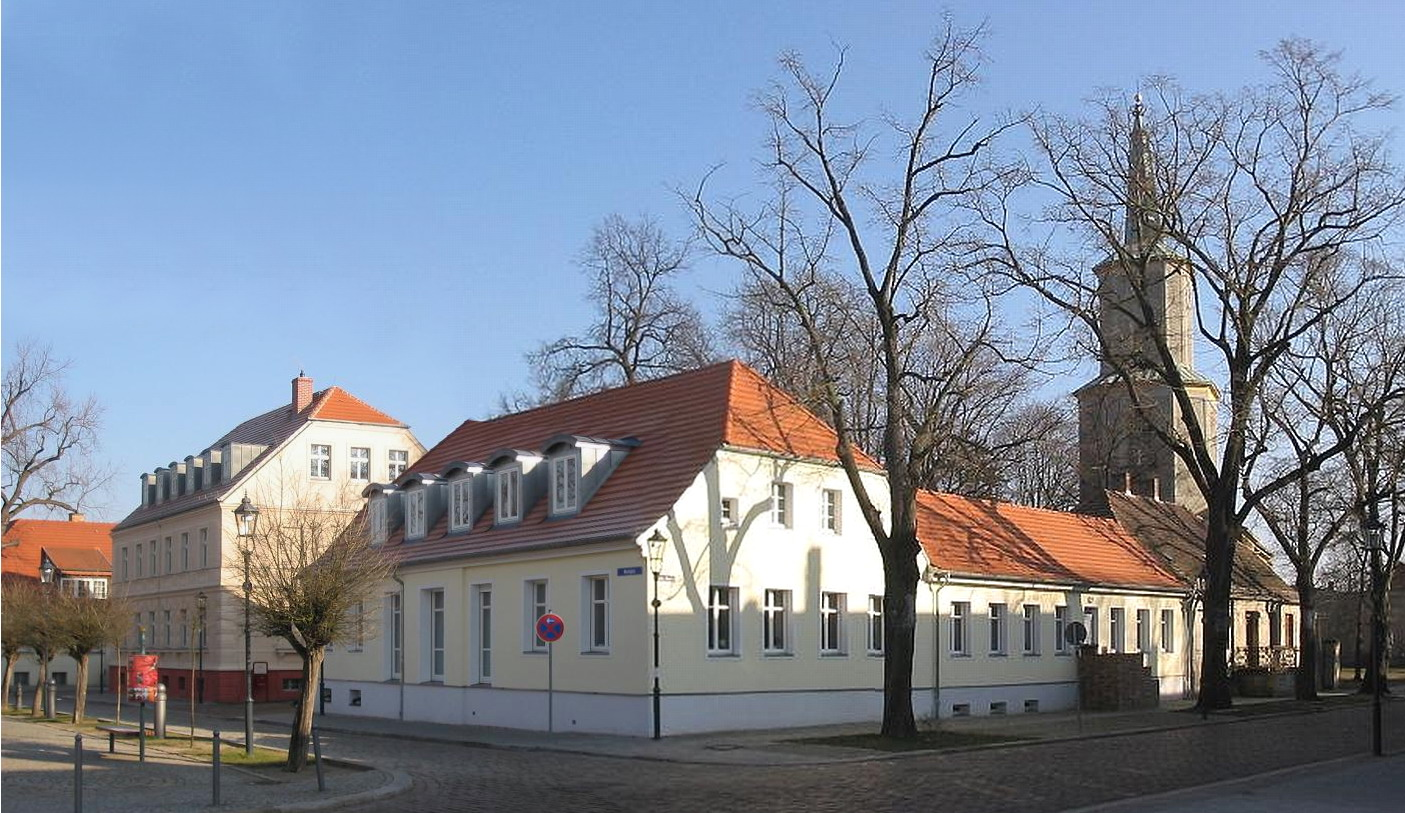
Marktplatz und evangelische Stadtkirche St. Andreas

Die Stadtverwaltung kam 1993 zu dem Ergebnis, dass die Altstadt ihre Funktion als einstiges Stadtzentrum verloren hatte und aus eigener Kraft nicht in der Lage war, wieder ein baulich intakter und funktionsfähiger Stadtteil zu werden. Daher wurde die Altstadt 1994 zum Sanierungsgebiet erklärt. Seit Juni 1997 steht die komplette Altstadt unter Denkmalschutz. Die Stadterneuerung soll im Wesentlichen bis zum Jahr 2011 abgeschlossen sein. Der zuletzt im Jahr 2004 fortgeschriebene Rahmenplan enthält nähere Erläuterungen zum Stand der Sanierung und ausführliche Informationen zu den Entwicklungs- und Handlungskonzepten. In der Altstadt wurden von 1992 bis einschließlich 2007 etwa elf Millionen Euro aus dem Bund/Länder-Programm Städtebauförderung investiert. Bis 2011 sollen weitere fünf bis sechs Millionen Euro eingesetzt werden. Knapp die Hälfte der Mittel floss in die Erneuerung von Gebäuden, etwa ein Viertel wurde für die Erneuerung und Umgestaltung von Straßen, Wegen und Plätzen aufgewendet.
Das erste rekonstruierte Objekt war 1994 das Älteste Haus aus dem Jahr 1711 im Hohen Steinweg 13, das heute das Heimatmuseum beherbergt. Es folgten unter anderen das neue Bürgerhaus und das historische Rathaus im Jahr 2005, das neue Rathaus mit Bürgerzentrum 2007 und die Außensanierung der St.-Andreas-Kirche 2008.
Ruhlsdorf wurde 1994 ein Ortsteil von Teltow. Die Bürger hatten sich in einem Bürgerentscheid mit 61,3 % für die Eingemeindung nach Teltow entschieden.
Nach 1990 wurde das Prinzip Rückgabe vor Entschädigung der damaligen Bundesregierung angewandt (siehe Offene Vermögensfragen). Wohnungen und Grundstücke standen in der DDR unter staatlicher Zwangsverwaltung, was der Regelfall bei sogenannten Westgrundstücken war. Die Auseinandersetzungen zwischen den Eigentümern, die die Rechte an ihren Grundstücken und Häusern zurückerhielten, und den Mietern machten im Fall Sabersky viele Schlagzeilen: Über die Eigentumsverhältnisse von rund 1000 Grundstücken nördlich der Lichterfelder Allee in Teltow-Seehof wird seit 1990 ein Rechtsstreit geführt, einer der größten vermögensrechtlichen Rückübertragungsfälle in Deutschland. 1870/1871 hatten der jüdische Kaufmann Max Sabersky und sein Bruder das 84 Hektar große Gut Seehof erworben. Nach der „Machtergreifung“ der Nationalsozialisten verkauften sie zwischen 1933 und 1939 den Grundbesitz. Im Kern wird darüber gestritten, ob die Saberskys die Grundstücke zwangsweise verkaufen mussten, weil sie Juden waren, oder ob sie dies freiwillig als Kaufleute taten. Dies führte zu mehreren Gerichtsverfahren bis vor das Bundesverwaltungsgericht. Viele der heutigen Grundstückseigentümer haben sich mit der Erbengemeinschaft individuell geeinigt. Einzelne Grundstücke wurden an die Sabersky-Erben zurückgegeben. Über vier Hektar Grün- und Waldfläche im Besitz der Stadt Teltow wird weiter gestritten.

## Bevölkerungsentwicklung
Der Charakter eines beschaulichen Ackerbürgerstädtchen vor den Toren Berlins blieb bis Anfang der 1900er Jahre erhalten. Die Bevölkerungszahl lag unterhalb von 3000 Einwohnern. Durch den 1906 eröffneten Teltowkanal wurde Teltow zu einer Industriestadt. Die Bevölkerungszahl stieg von etwa 2900 um die Jahrhundertwende auf 12.100 im Jahr 1939 an.
Nach dem Zweiten Weltkrieg entstanden die Großbetriebe VEB Geräte- und Reglerwerke Teltow und VEB Elektronische Bauelemente „Carl von Ossietzky“, und die Bevölkerungszahl wuchs von 11.600 im Jahr 1950 auf 15.300 im Jahr 1971. Der erhebliche Bevölkerungsverlust durch Flucht bis 1961 wurde durch den Zuzug neuer Bürger mehr als ausgeglichen.
Nach der Wiedervereinigung hielt sich die Bevölkerungszahl bis 1996 auf konstantem Niveau. Aufgrund der verstärkten Klärung von Rückgabeansprüchen von Alt-Eigentümern und der attraktiven Lage Teltows am Rand von Berlin kam es ab Mitte der 1990er Jahre bis heute zu einem Bevölkerungsanstieg von etwa 35 Prozent. Ausdruck dieser neuen Ansiedlung ist z. B. die direkt südwestlich der S-Bahn seit Anfang der 2000er Jahre entstandene Eigenheimsiedlung Mühlendorf. Den jüngsten Schub als Arbeits- und vor allem als Wohnstandort erhielt Teltow 2005 durch den Anschluss an das Berliner S-Bahn-Netz mit dem S-Bahnhof Teltow Stadt der Linie S25.
| Jahr | Einwohner |
| ---- | --------- |
| 1875 | 02.397    |
| 1890 | 02.902    |
| 1910 | 04.124    |
| 1925 | 05.434    |
| 1933 | 08.360    |
| 1939 | 12.131    |

| Jahr | Einwohner |
| ---- | --------- |
| 1946 | 10.950    |
| 1950 | 11.615    |
| 1964 | 13.081    |
| 1971 | 15.330    |
| 1981 | 14.990    |
| 1985 | 14.472    |

| Jahr | Einwohner |
| ---- | --------- |
| 1990 | 14.805    |
| 1995 | 15.576    |
| 2000 | 17.938    |
| 2005 | 19.972    |
| 2010 | 22.538    |
| 2015 | 25.483    |

| Jahr | Einwohner |
| ---- | --------- |
| 2020 | 27.097    |
| 2021 | 27.371    |
| 2022 | 27.212    |
| 2023 | 27.408    |
| 2024 | 27.682    |

Gebietsstand des jeweiligen Jahres, Einwohnerzahl: Stand 31. Dezember (ab 1991), ab 2011 auf Basis des Zensus 2011, ab 2022 auf Basis des Zensus 2022
Die Zahlen der Tabelle basieren auf Daten des Amtes für Statistik Berlin-Brandenburg.

## Religion
Die Mark Brandenburg entsprach in ihrer territorialen Ausdehnung gegen Ende des 12. Jahrhunderts nicht der heutigen Fläche, sondern bestand lediglich aus der Altmark, dem östlichen Havelland und der Zauche. In den folgenden 150 Jahren gelang es den Askaniern, die Mark Brandenburg bis zur Oder auszudehnen. Bei der schrittweisen Erweiterung nach Osten über die Flusslinie Havel-Nuthe in den Teltow flankierten die Mönche des Zisterzienser- und des Dominikaner-Ordens mit der Christianisierung der verbliebenen Slawen und mit ihren Kirchenbauten die askanische Siedlungspolitik.
1539 führte der Kurfürst von Brandenburg Joachim II. die Reformation ein. Der Übertritt Brandenburgs zum Luthertum im April des Jahres wurde in Teltow mit der Teltower Einigung vorbereitet. Danach war Brandenburg über Jahrhunderte eine überwiegend protestantisch geprägte Region. Vorherrschend war das lutherische Bekenntnis neben der reformierten Kirche.
Evangelisch

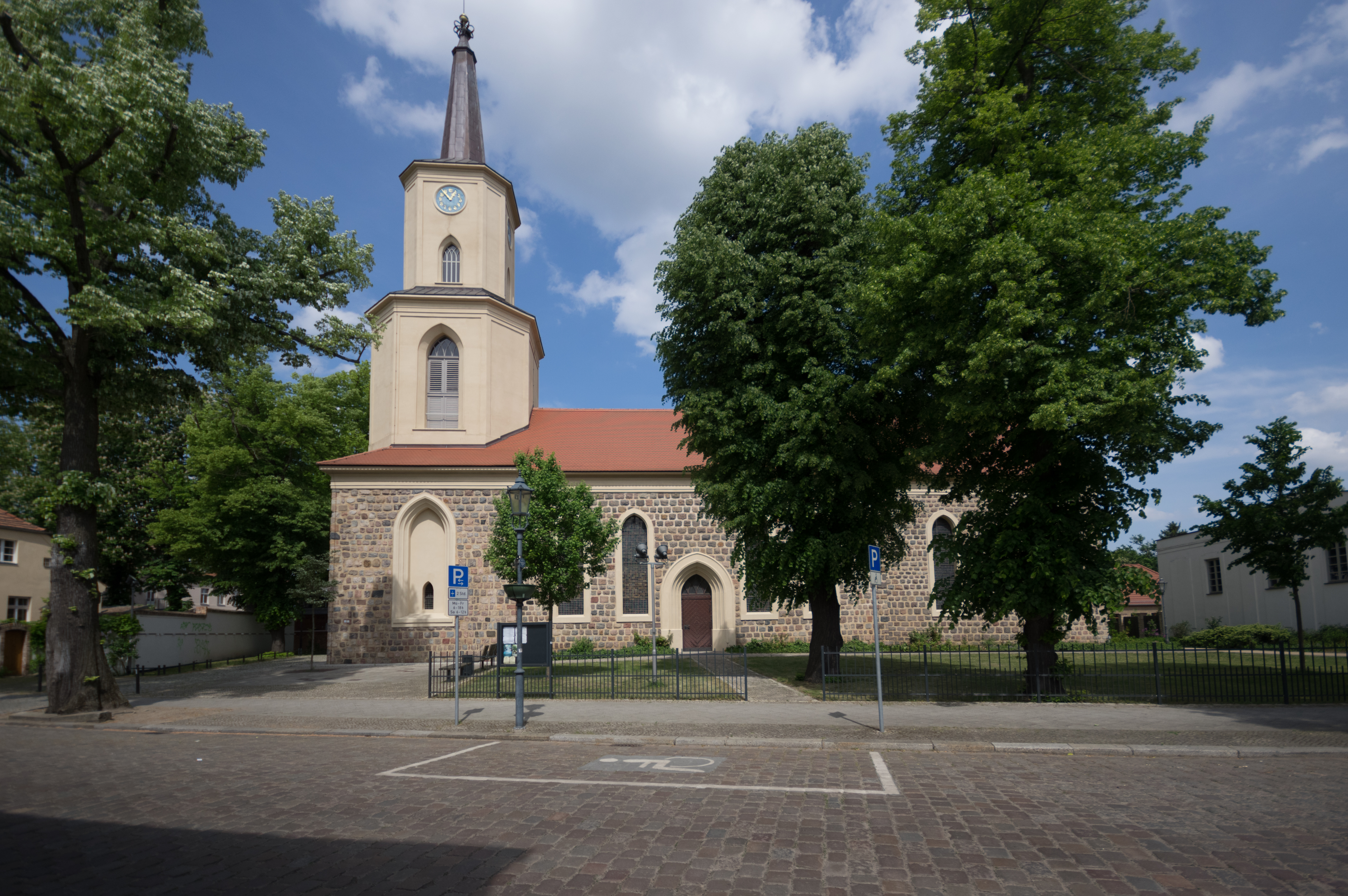
Ev. Stadtkirche St. Andreas

Durch den Mauerbau bedingt wurden die in der DDR gelegenen Kirchengemeinden des ehemaligen Kirchenkreises Zehlendorf 1962 im neu gegründeten Kirchenkreis Teltow zusammengefasst. Nach dem Mauerfall kam es 1998 zur Fusion von Kirchengemeinden des Kirchenkreises Teltow mit dem in Berlin (West) verbliebenen Kirchenkreis Zehlendorf. Im dann fusionierten Kirchenkreis Teltow-Zehlendorf leben etwa 154.000 Menschen, davon zwei Drittel im Teil Zehlendorf und ein Drittel im Teil Teltow. Im Teil Teltow leben 13.000 Gemeindemitglieder in 11 Kirchengemeinden, die teilweise zu Pfarrsprengeln zusammengefasst sind. Zum Pfarrsprengel Teltow gehören drei Kirchengebäude, die St.-Andreas-Kirche, die Siedlungskirche (evangelisches Gemeindezentrum) sowie die Dorfkirche in Ruhlsdorf.
Eine Besonderheit bildet das Evangelische Diakonissenhaus Berlin Teltow Lehnin in der Lichterfelder Allee. Das Diakonissenhaus ist laut Kirchenrecht eine selbstständige „Anstaltskirchengemeinde“, in der die 280 Bewohner des Geländes in Teltow, Diakonissen, Mitarbeiter und Bewohner der Alten- und Behinderteneinrichtungen, zusammengefasst sind. Im damaligen 1841 gegründeten Magdalenenstift, das sich der Erziehung von jungen sozial benachteiligten und gefährdeten Frauen widmete, war eine solche Gemeinde im Juli 1906 errichtet worden.
Katholisch

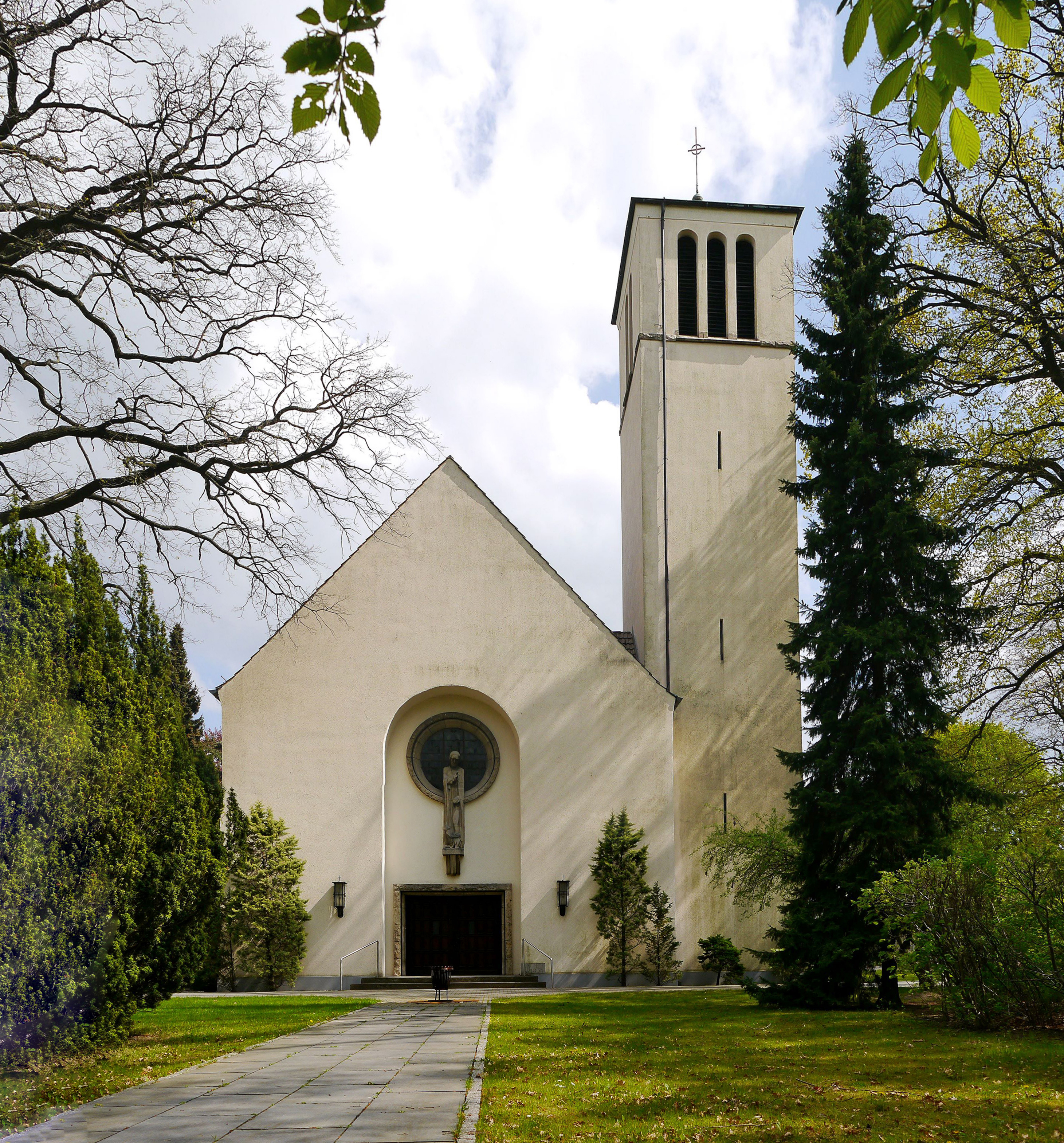
Kath. Pfarrkirche Sanctissima Eucharistia

Mit dem Bau des Teltowkanals kamen viele Arbeiter aus katholischen Regionen des Deutschen Reiches, vor allem aus Oberschlesien. So entstand nach 350-jähriger Unterbrechung eine neue katholische Gemeinde. Sie erhielt ihre erste Organisation in dem im Jahr 1905 gegründeten Arbeiterverein, betreut von der Gemeinde Heilige Familie in Lichterfelde. Bis zur Fertigstellung der ersten Notkirche in Teltow 1920 vergingen noch 15 Jahre. 1938 wurde Teltow selbständige Kuratie, sie umfasste das Gebiet der Stadt Teltow, die Landgemeinden Stahnsdorf, Kleinmachnow und Ruhlsdorf.
1957 wurde das neue Gotteshaus auf dem Pfarrgrundstück in der Ruhlsdorfer Straße durch Julius Kardinal Döpfner konsekriert. Die Kirche erhielt als Patronatsnamen Sanctissima Eucharistia, zwei Jahre später wurde Teltow eine eigenständige Pfarrei. Seit der Gemeindefusion 2003 gehören die Katholiken der Region in Stahnsdorf, Kleinmachnow, Teltow und Großbeeren zur römisch-katholischen Pfarrgemeinde Sanctissima Eucharistia Teltow mit den Kirchen St. Thomas Morus in Kleinmachnow und Ss. Eucharistia in Teltow.
Freikirchlich

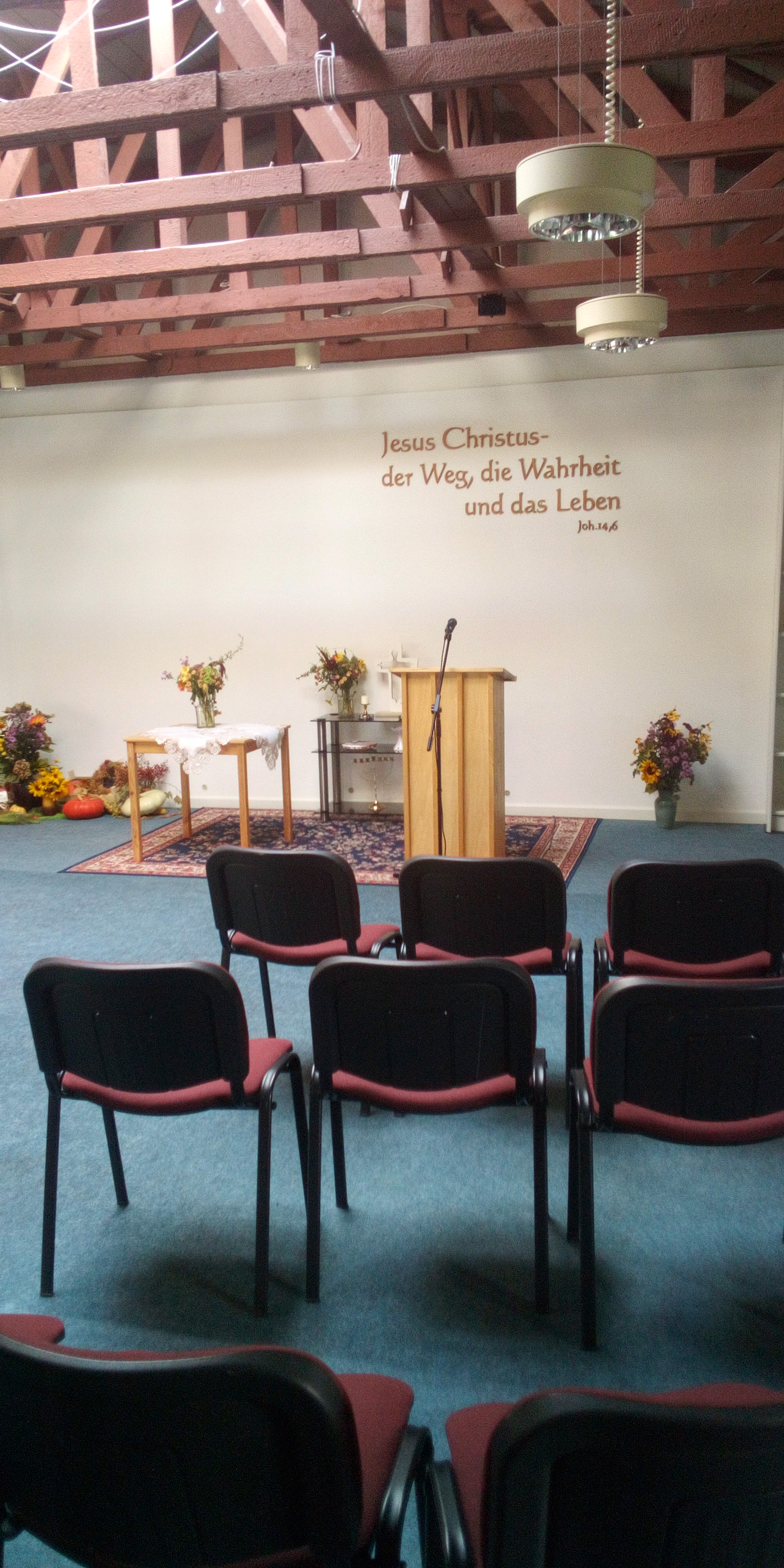
Freikirchlicher Gottesdienstraum Teltow

In Teltow existieren zwei evangelische Freikirchen, die sich ein Gemeindezentrum an der Potsdamer Straße 67 teilen. Dabei handelt es sich um die aus der Tradition der Brüderbewegung stammende Christliche Gemeinde Teltow sowie um die Kirche für Jedermann, deren Gründerfamilien ihre Wurzeln in der Adventbewegung hatten. Die Christliche Gemeinde trifft sich am Sonntag zum Gedächtnismahl, an das sich der Predigtgottesdienst anschließt. Die Kirche für Jedermann feiert ihren Gottesdienst am Samstagvormittag.
Das Gemeindezentrum, das in einem der historischen Teltower Höfe liegt und in dem sich neben dem Gottesdienstraum eine Reihe von Gruppenräumen für die Kinder- und Jugendarbeit der beiden Gemeinden befinden, war ursprünglich eine Tischlerwerkstatt.
Weitere
In der Beethovenstraße liegt die Neuapostolische Kirche.
Muslimische und jüdische Gemeinden gab und gibt es in Teltow nicht. Zwar wohnten vor dem Zweiten Weltkrieg einige Juden in Teltow, aber anscheinend zu wenige für ein Minjan.

## Politik

### Stadtverordnetenversammlung
Die Stadtverordnetenversammlung von Teltow besteht aus 32 Stadtverordneten (zuvor 28, die Erhöhung war nach Kommunalwahlrecht durch die gestiegene Einwohnerzahl Teltows nötig geworden) und dem hauptamtlichen Bürgermeister.
| Partei / Wählergruppe                            | 2003 % | 2003 Sitze |        | 2008 % | 2008 Sitze |        | 2014 % | 2014 Sitze |        | 2019 % | 2019 Sitze |  | 2024 % | 2024 Sitze |
| SPD                                              | 25,6   | 7          | 32,3   | 9      | 29,6       | 8      | 20,3   | 7          | 27,3   | 9      |            |  |        |            |
| CDU                                              | 19,4   | 6          | 15,3   | 4      | 19,1       | 5      | 14,6   | 5          | 17,3   | 5      |            |  |        |            |
| Alternative für Deutschland                      | –      | –          | –      | –      | –          | –      | 09,3   | 3          | 15,6   | 5      |            |  |        |            |
| Bündnis 90/Die Grünen                            | 04,6   | 1          | 07,1   | 2      | 10,1       | 3      | 16,8   | 5          | 12,3   | 4      |            |  |        |            |
| FDP                                              | 12,3   | 3          | 10,4   | 3      | 06,2       | 2      | 08,4   | 3          | 08,5   | 3      |            |  |        |            |
| Die Linke1                                       | 24,0   | 7          | 19,3   | 6      | 12,2       | 4      | 08,9   | 3          | 05,7   | 2      |            |  |        |            |
| BVB / Freie Wähler & Bürger für Teltow           | –      | –          | –      | –      | –          | –      | 07,5   | 2          | 04,4   | 1      |            |  |        |            |
| Grün und Transparent für Teltow (GUT für Teltow) | –      | –          | –      | –      | –          | –      | 03,5   | 1          | 03,4   | 1      |            |  |        |            |
| Lebenswertes Teltow Ruhlsdorf (LTR)              | –      | –          | –      | –      | 03,8       | 1      | 01,8   | 1          | 02,9   | 1      |            |  |        |            |
| Piratenpartei                                    | –      | –          | –      | –      | 02,5       | 1      | 01,5   | –          | 02,5   | 1      |            |  |        |            |
| Bürgerinitiative Teltow (BIT)                    | 10,4   | 3          | 14,3   | 4      | 10,8       | 3      | 06,4   | 2          | –      | –      |            |  |        |            |
| Freie Bürger und Bauern                          | –      | –          | –      | –      | 00,8       | –      | 00,6   | –          | –      | –      |            |  |        |            |
| Einzelbewerberin Vilma Kamp                      | –      | –          | –      | –      | –          | –      | 00,5   | –          | –      | –      |            |  |        |            |
| Bürger für Bürger Teltow (BFB)                   | –      | –          | –      | –      | 04,9       | 1      | –      | –          | –      | –      |            |  |        |            |
| Teltower Unabhängige                             | 03,7   | 1          | –      | –      | –          | –      | –      | –          | –      | –      |            |  |        |            |
| Insgesamt                                        | 100    | 28         | 100    | 28     | 100        | 28     | 100    | 32         | 100    | 32     |            |  |        |            |
|                                                  |        |            |        |        |            |        |        |            |        |        |            |  |        |            |
| Wahlbeteiligung                                  | 44,0 % | 44,0 %     | 46,6 % | 46,6 % | 47,3 %     | 47,3 % | 60,5 % | 60,5 %     | 65,8 % | 65,8 % |            |  |        |            |

1 2003 PDS

### Bürgermeister
- 1994–2001 Siegfried Kluge (parteilos)
- seit 2001 Thomas Schmidt (SPD)[54]

Schmidt wurde in der Bürgermeisterstichwahl am 15. Oktober 2017 mit 60,8 % der gültigen Stimmen in seinem Amt bestätigt. Seine Amtszeit beträgt acht Jahre.

### Wappen
| Wappen von Teltow | Blasonierung: „In Rot zwischen zwei silbernen Eichenzweigen mit je zwei Blättern und fünf Früchten und überhöht von einem mehrstrahligen silbernen Stern, ein silberner Dreiecksschild mit einem goldbewehrten roten Adler.“ |
| Wappen von Teltow | Das Wappen wurde gemeinsam vom Grafiker und Holzschnitzer August Mattausch und dem Heraldiker Adolf Matthias Hildebrandt entworfen und die Stadt Teltow erhielt im Jahre 1912 vom König von Preußen die Erlaubnis der Wappenführung. Am 4. August 2004 wurde das Stadtwappen durch das Ministerium des Innern des Landes Brandenburg bestätigt. |

### Flagge

Banner
Hissflagge

Die Flagge ist rot-weiß-rot (1:2:1) gestreift und mittig mit dem Stadtwappen belegt.

### Dienstsiegel
Das Dienstsiegel zeigt das Wappen der Stadt mit der Umschrift: „STADT TELTOW • LANDKREIS POTSDAM-MITTELMARK“.

### Stadtlogo
Seit Oktober 2013 hat die Stadt Teltow ein Logo. Dieses spiegelt die Charakteristik der Kommune wider und vereint die Stärken der Stadt auf den ersten Blick und mit Hilfe eines Leitspruches in sich. Außerdem soll es zu fest verankerten Assoziationen beim Betrachter führen. Grafisch leicht und mit freundlicher Farbgebung soll das Logo ein neues Selbstverständnis der Stadtverwaltung jenseits behördlicher Strenge vermitteln und Identität bei den Bürgerinnen und Bürgern zu stiften. Das Stadtlogo hat neben dem traditionellen Wappen Bestand, welches nach wie vor als städtisches Hoheitszeichen beispielsweise auf Urkunden Verwendung findet. Alle übrigen Publikationen der Stadt tragen das Logo.
Das Logo vereint aus Sicht der Stadt die drei wichtigsten Hauptmerkmale in sich, die die Teltower mit ihrer Stadt verbinden:
Das Wasser: Teltow liegt am bekannten Teltowkanal, einer wichtigen und bedeutsamen Wasserstraße für die Region. Die Farbe blau signalisiert darüber hinaus die stetige und fließende Bewegung, Entwicklung und Weltoffenheit, die für Teltow aus Sicht der Stadt als wesentlich betrachtet wird.
Das Rübchen: Teltow ist die Heimat des Teltower Rübchens. Das Symbol des Wurzelgemüses steht gleichwohl für fest „verwurzelt sein“. Die Farbe grün offeriert dem Betrachter gleichzeitig die Ruhe, Natürlichkeit und den Grünraum Teltows.
Die Technologie und Wissenschaft: Die bunte Mischung aus Wissenschaft, Forschung, Wirtschaft und Hightech macht Teltow zu einem idealen Standort. Bereits 1920 begann die Historie des Forschungsstandortes Teltow. Bei dem gewählten Symbol, dem Atom, handelt es sich um ein gängiges Zeichen für Forschung, Wissenschaft und Biotechnologie. Die Farbe Orange-Rot ist dabei zukunftsweisend und soll die Technologie und Wissenschaft als Motor und innovative Kraft sowie den stetigen Energiefluss symbolisieren.
Der Leitspruch „Tradition trifft Technologie“ stellt in Ergänzung zu den Elementen den Stolz der Bewohner Teltows auf ihre Stadt mit Sicht auf deren bewegte Geschichte, lange Tradition und Bedeutung als wichtiger Technologie- und Wissenschaftsstandort für die Region dar. Auf kleinem Raum treffen hier alte Werte und gelebte Traditionen auf innovative Zukunftstechnologien und moderne Wissenschaften – und gehen eine Symbiose ein, die dazu beiträgt, dass die Stadt Teltow auch weiterhin einer positiven Zukunft entgegen blicken kann.

### Zusammenarbeit mit Nachbargemeinden
Zu einer Fusion der Stadt Teltow mit den Nachbargemeinden Kleinmachnow und Stahnsdorf gab es schon 1967 in der DDR Überlegungen. Ab 1972 bildete die Region verwaltungsorganisatorisch einen Gemeindeverband, in dem die drei Gemeinden ihre rechtliche Eigenständigkeit behielten. Seit der deutschen Einheit 1990 hält die Diskussion um die geeignete funktionale Struktur an. Dabei schwankt das Spektrum der Meinungen zwischen informeller Zusammenarbeit, vertraglich vereinbarter Kooperation und Fusion zur Großgemeinde. Von der in den Jahren 2000 bis 2003 in Brandenburg durchgeführten Gemeindegebietsreform blieb Teltow unberührt.
Die Diskussion wird durch die Verabschiedung des Landesentwicklungsplanes Berlin-Brandenburg 2007 belebt, der ein neues zweistufiges System der zentralen Orte für Brandenburg mit vier Oberzentren und 50 Mittelzentren vorsieht. Der Entwicklungsplan weist von den drei Gemeinden ab 2008 nur Teltow als Mittelzentrum aus, was für Stahnsdorf und Kleinmachnow reduzierte Fördermittel bedeutet. Ein Ergebnis der seit Jahren geführten politischen Diskussion ist nicht zu erkennen.
Die Kommunen Kleinmachnow, Teltow und Stahnsdorf gründeten 1999 die kommunale Arbeitsgemeinschaft Der Teltow (KAT). Diese soll eine Vertiefung der gemeindeübergreifenden Zusammenarbeit in den Bereichen räumliche Entwicklungsplanung, Verkehr und Verwaltungstätigkeit sowie in den sozialen, gesundheitlichen, kulturellen, schulischen und sportlichen Einrichtungen erreichen. In grundlegender und struktureller Hinsicht konnte die KAT die Region bislang nicht prägen.
Der Teltowkanal bildet die Grenze zwischen den Gemeinden Kleinmachnow, Stahnsdorf und Teltow sowie Berlin und Potsdam. Er wird bisher wenig für Naherholung, Freizeit und Wassersport genutzt. Die Interessensgemeinschaft Teltowkanalaue strebt die Neuanlage durchgängiger Wander- und Radwege zwischen dem S-Bahnhof Teltow-Stadt und dem Potsdamer S-Bahnhof Griebnitzsee an. Durch die Anlage eines interkommunalen Grünzugs sollen Gemeindegrenzen überwunden und die regionale Zusammenarbeit der drei Orte gestärkt werden. Die Teltowkanalaue ist integraler Bestandteil des räumlich übergreifenden Teltowparks, welcher durch die gemeinsame Landesplanung bereits als Regionalpark vorgeschlagen wurde.

### Städtepartnerschaften
Partnerstadt Teltows ist seit 1991 die Stadt Ahlen, die im Münsterland liegt und rund 55.000 Einwohner hat. Hinzugekommen ist im Jahr 1999 als Partnerstadt die französische, in der Normandie nahe Le Havre gelegene Stadt Gonfreville-l’Orcher, die rund 10.000 Einwohner hat und mit der schon seit den 1960er Jahren Kontakte bestehen. Die dritte Städtepartnerschaft wurde im Mai 2006 mit der 27.000 Einwohner zählenden Stadt Żagań in Polen unterzeichnet. Żagań ist die Geburtsstadt des Landrates Ernst von Stubenrauch. Eine vierte Partnerschaft besteht seit September 2018 mit dem Kreis Rudong in der chinesischen Provinz Jiangsu.

## Sehenswürdigkeiten und Kultur

### Bauwerke

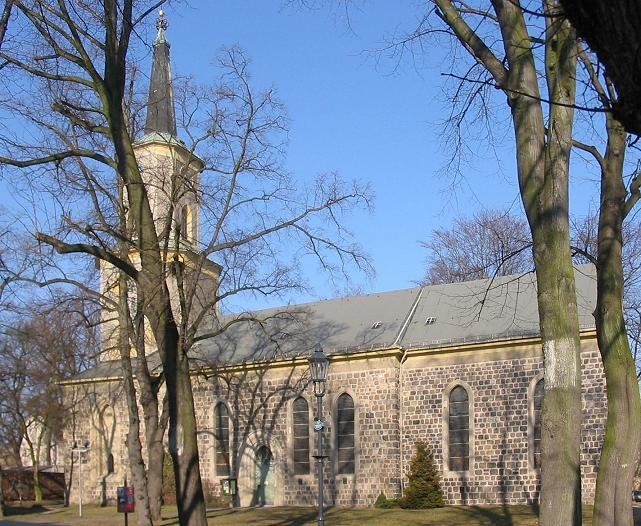
Stadtkirche St. Andreas

Die Stadtkirche St. Andreas in der Teltower Altstadt, deren Ursprünge in das 12. Jahrhundert zurückreichen, ist das Wahrzeichen der Stadt. Im Verlaufe der Zeit wurde die Kirche von mehreren Stadtbränden erheblich beschädigt, so dass heute nur noch das Mauerwerk aus der Zeit der Erbauung stammt. Nach dem Stadtbrand von 1801 wurden der Innenraum und der Turmaufsatz unter der Regie des berühmten Baumeisters Karl Friedrich Schinkel im klassizistischen und neugotischen Stil gestaltet. Diese Ausstattung wurde 1910 von einem Brand vernichtet. Das Kirchenschiff erhielt danach ein hölzernes Tonnengewölbe, das unter der flachen Kassettendecke eingezogen wurde. Im September 2006 wurde die Turm- und Außensanierung begonnen und Ende 2007 abgeschlossen.

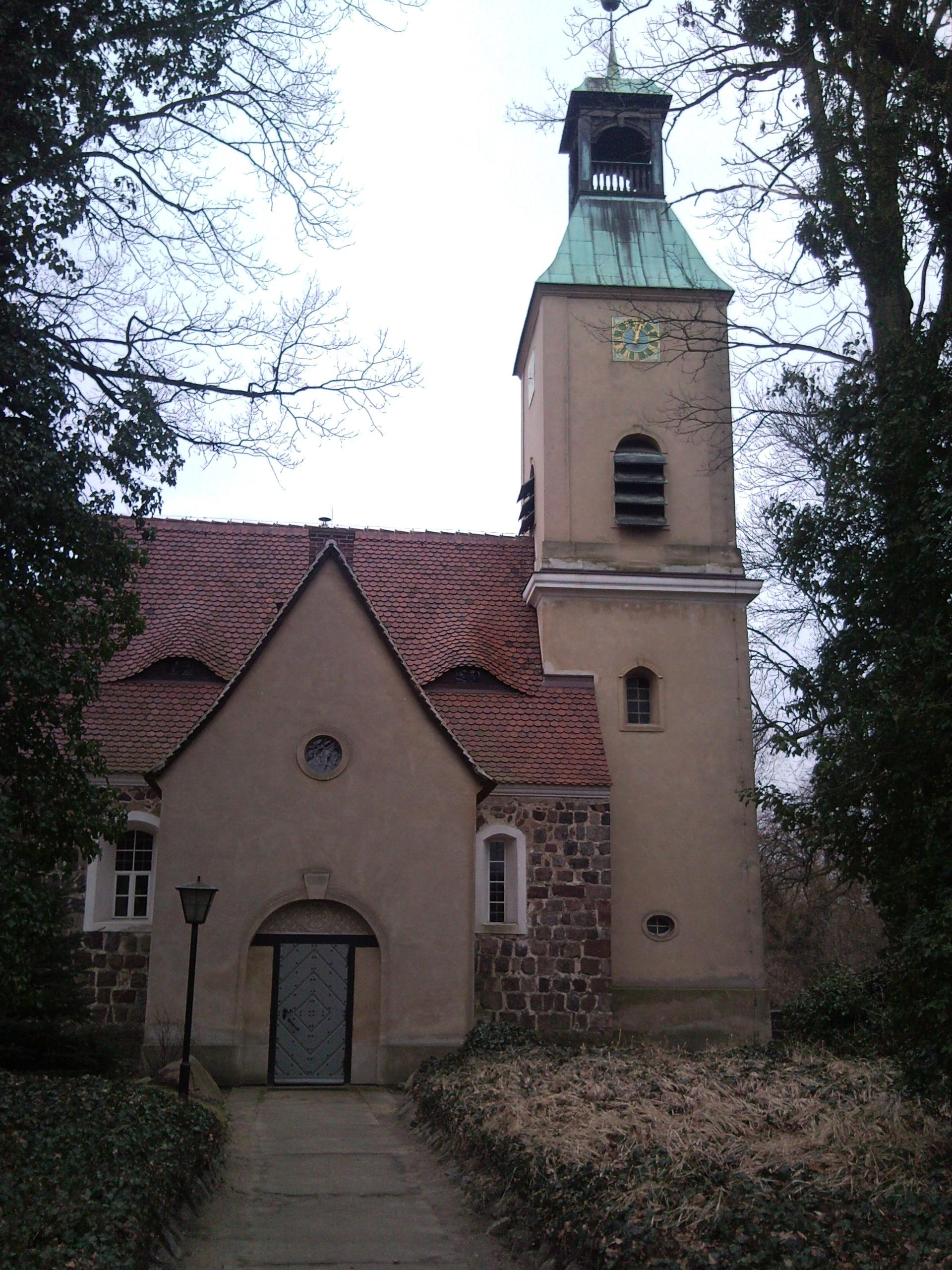
Dorfkirche in Ruhlsdorf

Die ehemaligen maroden Eisenhartgussglocken sind im angrenzenden Pfarrhaus in der Ritterstraße 11 zu betrachten. Das sanierte Kellergewölbe des Pfarrhauses weist an seinen teilweise erhaltenen historischen Gründungen Spuren der verschiedenen Stadtbrände auf.
Am Ostende des Dorfangers in Ruhlsdorf steht die um 1250 gebaute Ruhlsdorfer Dorfkirche. Dem ursprünglichen Feldsteinbau aus behauenen Granitfindlingen mit lang gestrecktem Schiff und eingezogenem, gerade geschlossenen Chor wurden Backsteinanbauten angefügt. Der schlanke Turm, der sich innen in einer Patronatsloge öffnet, wurde 1759 erbaut, die Vorhalle im Norden kam 1929/39 hinzu. Die Innenausstattung ist 1931 stark verändert worden. Es sind noch Reste mittelalterlicher Ausmalung und drei Weihekreuze vorhanden. Die Seitenkanzel aus dem Jahr 1594 ist mit alten Gemälden und plastischen Engelköpfen verziert. Sie wurde 2002 aufwändig restauriert.

### Denkmäler

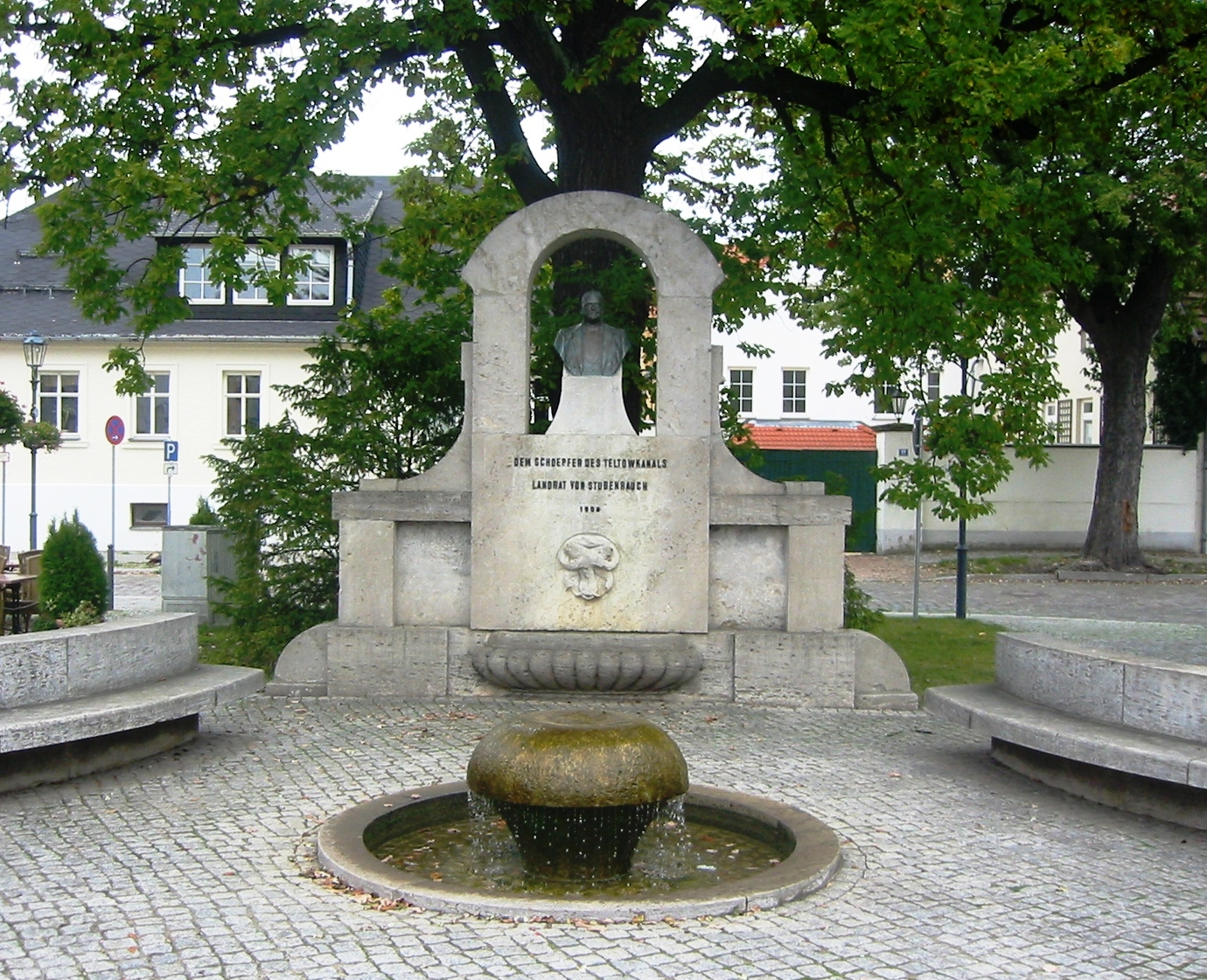
Stubenrauch-Denkmal

Auf dem Marktplatz der Stadt steht der Stubenrauch-Brunnen, der 1908 vom Bildhauer Ferdinand Lepcke geschaffen wurde und die Inschrift „Dem Schöpfer des Teltowkanals – Landrat von Stubenrauch – 1908“ trägt. Dem Werk fehlen die beiden Seitenteile, Bronzereliefs mit Frauenskulpturen, die die verbundenen Schwesterflüsse Havel und Spree symbolisieren sollten. Das Denkmal, das in der Zeit der DDR 1974 einem VVN-Denkmal weichen musste, hatte über Jahrzehnte an der Potsdamer Straße/Ecke Elbestraße gestanden und kehrte im Juli 1998 auf seinen angestammten Platz zurück. Das Denkmal für die Opfer des Faschismus wurde an anderer Stelle in der Stadt aufgestellt.

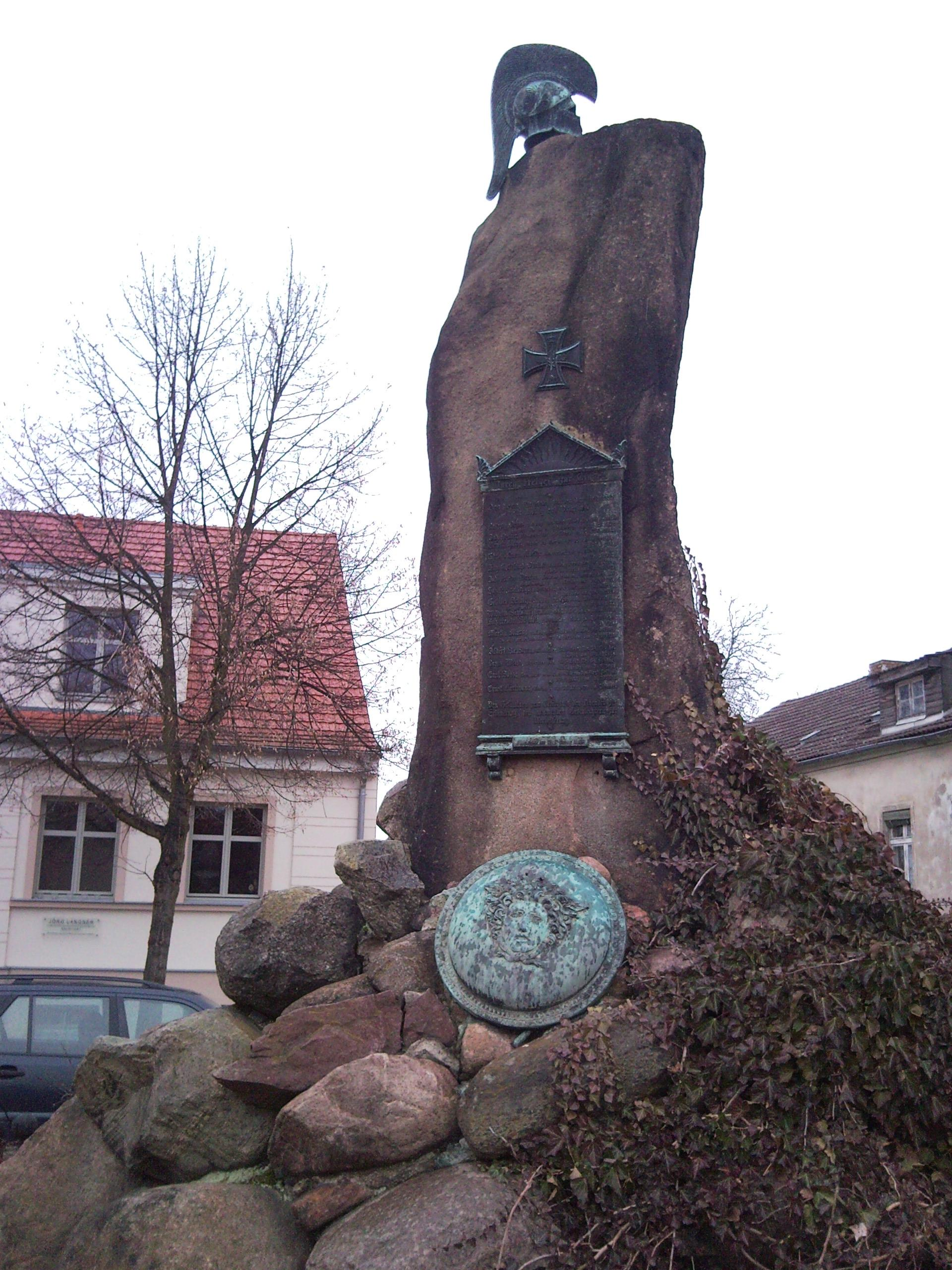
Kriegerdenkmal

Auf dem Friedhof an der Potsdamer Straße erinnern zwei Gräberfelder an NS-Opfer: Vor dem Sowjetischen Ehrenfriedhof sind 24 Kriegsgefangene und Zwangsarbeiter begraben. Auch die elf tschechoslowakischen Opfer in einer weiteren Anlage, die bei einem Bombenangriff 1943 starben, mussten während des Zweiten Weltkriegs Zwangsarbeit verrichten.
Das Kriegerdenkmal auf dem „Zickenplatz“ zwischen Breite und Berliner Straße in der Altstadt wurde vom Teltower Bildhauer August Mattausch (1877–1945) entworfen und 1913 anlässlich der Hundertjahrfeier der Völkerschlacht bei Leipzig eingeweiht. Steinfindlinge aus der Mark Brandenburg und dem Harz sowie ein griechischer Helm sind aufgetürmt. Unterhalb des Eisernen Kreuzes – 1813, zu Beginn des Krieges gegen Napoleon von König Friedrich Wilhelm III. für alle Dienstgrade gestiftet – befindet sich eine Bronzetafel. Verzeichnet sind darauf die Namen der gefallenen Teltower Bürger aus den Befreiungskriegen 1813 bis 1815, dem Deutsch-Dänischen Krieg 1864, dem Deutsch-Österreichischen Krieg 1866 und dem Deutsch-Französischen Krieg 1870/71.
Am Japaneck befindet sich im Ortsteil Sigridshorst ein Gedenkstein, der an die Sakura-Campaign mit der Pflanzung von über 1000 japanischen Kirschbäumen an der TV-Asahi-Kirschblütenallee erinnert.

### Natur und Naturdenkmale

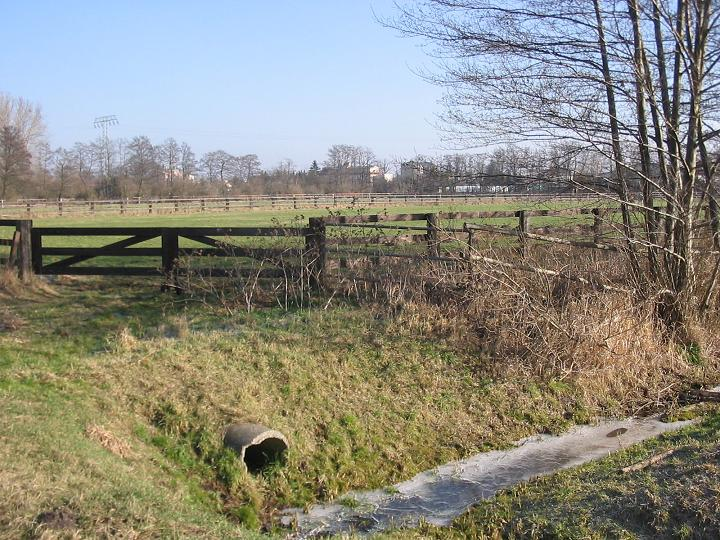
Buschwiesen

Der Anteil der Wohngebiete an der Stadtfläche beträgt 21 Prozent. 62 Prozent der Fläche stehen als Wald, Sport-, Grün-, Wasser- oder Biotopfläche der Erholung zur Verfügung. Der Anteil der Straßen, Gewerbe- und Sondergebiete ist mit 16 Prozent vergleichsweise klein.
Die Buschwiesen, auch Hollandwiesen genannt, sind ein offener Landschaftsbereich im Süden Teltows, der als Naherholungsgebiet genutzt wird. Die Buschwiesen befinden sich in einer geologischen Senke. Mündlichen Überlieferungen zufolge existierte bis zu den 1960er Jahren ein kleiner See in dieser tiefer gelegenen Ebene. Diese offene Wasseransammlung versiegte, als man in den 1960er Jahren ein größeres Graben- und Abflusssystem errichtete. Die Buschwiesen gelten als Einzugsgebiet für Regenwasser aus den umliegenden Ortsteilen. Die Wiesen mit ihren kleinen Wäldchen, besonders der „Pappelwald“, bilden ein wichtiges Biotop für Hasen, Rebhühner, Rehe, Füchse und Wildschweine. Der Pappelwald ist ein aufgeforsteter Wald. Seine Gründungsgeschichte hängt mit dem Plan zusammen, die Berliner Bahntrasse von Lichterfelde-Ost bis nach Stahnsdorf zu verlängern. Zu Zeiten des Dritten Reiches errichtete man einen Bahndamm und schüttete hierzu große Mengen Sand auf. Das Schienenprojekt wurde jedoch infolge der Kriegskatastrophe nicht vervollständigt, man pflanzte später Pappeln auf dieser unnatürlichen Erhebung an. Hierbei wurde die Grundlage für die Entstehung des kleinen „Pappelwaldes“ in den Buschwiesen geschaffen. Er gilt als Rückzugsgebiet und Hort der Tier- und Pflanzenwelt im Herzen Teltows.
Der Röthepfuhl ist ein Teich in Ruhlsdorf, der seinen Namen vermutlich durch die Ruhlsdorfer Flachsbauern bekam. Im 19. Jahrhundert wurde die Flachsernte zum Einweichen ans Wasser gebracht, damit die Fasern in den Halmen sich lösten. Das Wasser bekam eine rötlich-braune Farbe, danach wurde der Flachs getrocknet. Dieser Vorgang hieß „röthen“ oder „röten“. Im Röthepfuhl gibt es Graureiher, Stockenten, Erdkröten, Teichrohrsänger und Nachtigallen. Es wachsen Schilfrohr und Seerosen, Flatter- und Sumpfbinsen, scharfer Hahnenfuß steht neben wilden Stiefmütterchen. Nach Auskunft des Anglervereins Teltow gibt es im Pfuhl Rotfeder, Schleien und Hechte.

### Museen

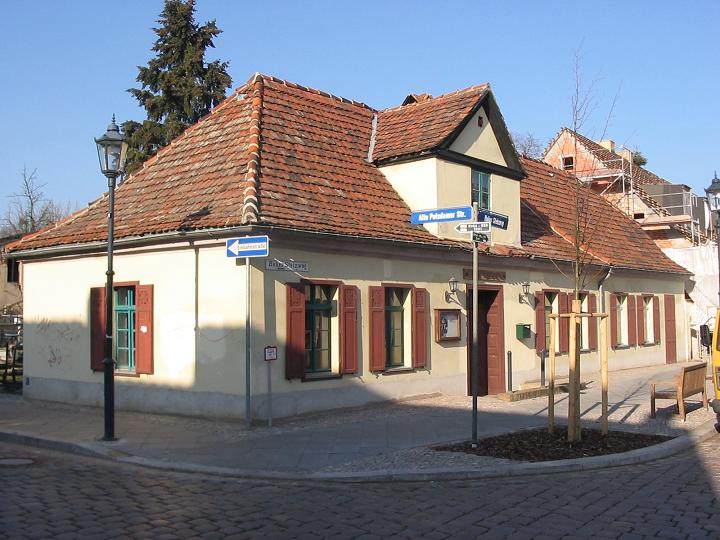
Heimatmuseum

Das Heimatmuseum im Hoher Steinweg, eingerichtet in dem nach dem großen Stadtbrand von 1711 erbauten ältesten Gebäude der Stadt und betreut vom Heimatverein Stadt Teltow 1990 e. V., zeigt seit 1994 ein Spektrum historischer Stadtgeschichte. Ausstellungsschwerpunkte sind die Ackerbürger und ihre Arbeitsgeräte, Werkzeuge und Maschinen verschiedener Handwerker und die Veränderung der Stadt nach dem Bau des Teltowkanals.
Das Deutsche Schweinemuseum im Ortsteil Ruhlsdorf präsentiert als einziges Museum seiner Art über das Schwein als Nutztier die historische Entwicklung der Schweinehaltung und -züchtung in Deutschland. Es befindet sich auf dem Gelände der 1918 gegründeten ersten Versuchswirtschaft für Schweinehaltung. Der Besucher erhält Einblicke über die Herkunft und Entwicklung der alten und der Kultur-Rassen, die Fütterung, die Haltung, die Besamung, die Leistungsprüfung, den Transport, die Schlachtung und die Verwertung des wichtigsten Fleischproduzenten. Die Gesellschaft für Agrargeschichte fördert die Erhaltung der historischen Zeugnisse bäuerlichen Wirtschaftens und hat das Museum als Deutsches Agrarkulturerbe eingestuft.
Mitarbeiter des Betriebes Geräte- und Reglerwerke gründeten 2005 den Verein Industriemuseum Region Teltow e. V. Dieser bewahrt die Erinnerung an die einstigen Firmen und die industrielle Entwicklung der Region. Die Ausstellungsräume befinden sich in der Oderstraße.
Das Teltower Wassermuseum der Mittelmärkischen Wasser- und Abwasser GmbH befindet sich in der Oderstraße in einem als Baudenkmal eingestuften historischen Pumpwerk aus dem Jahr 1910. Es zeigt die Geschichte der Wasserversorgung und -entsorgung.

### Regelmäßige Veranstaltungen
Die größte Veranstaltung in Teltow ist das seit 1989 ausgerichtete dreitägige Teltower Altstadtfest. Es findet jährlich um den Tag der Deutschen Einheit statt. Wegen der Sanierung der Altstadt wurde das Fest 2005 in den Gewerbepark Techno-Terrain-Teltow verlegt und in Teltower Stadtfest umbenannt. In der Altstadt findet weiterhin der von den dortigen Bewohner mit Unterstützung der Stadt organisierte Tag der offenen Höfe am letzten Sonntag im August statt.
Initiiert durch die Arbeitsgruppe Altstadt der Lokalen Agenda 21 bietet der Heimatverein Führungen durch die Altstadt von Teltow an. Die Lokale Agenda 21 ist ein Handlungsprogramm, das die Stadt in Richtung Nachhaltigkeit entwickeln soll. Im April 2002 hat Teltow ihre Konzeption zur nachhaltigen Entwicklung in der Stadtverordnetenversammlung bestätigt.
Anlässlich des Mauerfalls organisierte eine japanische Mediengruppe eine Spendenaktion Sakura-Campaign mit dem Ziel, den Grenzstreifen mit einer Kirschbaum-Allee zu verschönern. Mit den Spenden wurden in Berlin und Brandenburg etwa 10.000 Zierkirschbäume angepflanzt, davon 1.000 im ehemaligen Grenzstreifen bei Sigridshorst, wo seit 2002 jährlich Ende April das Kirschblütenfest stattfindet.

### Kulinarische Spezialität

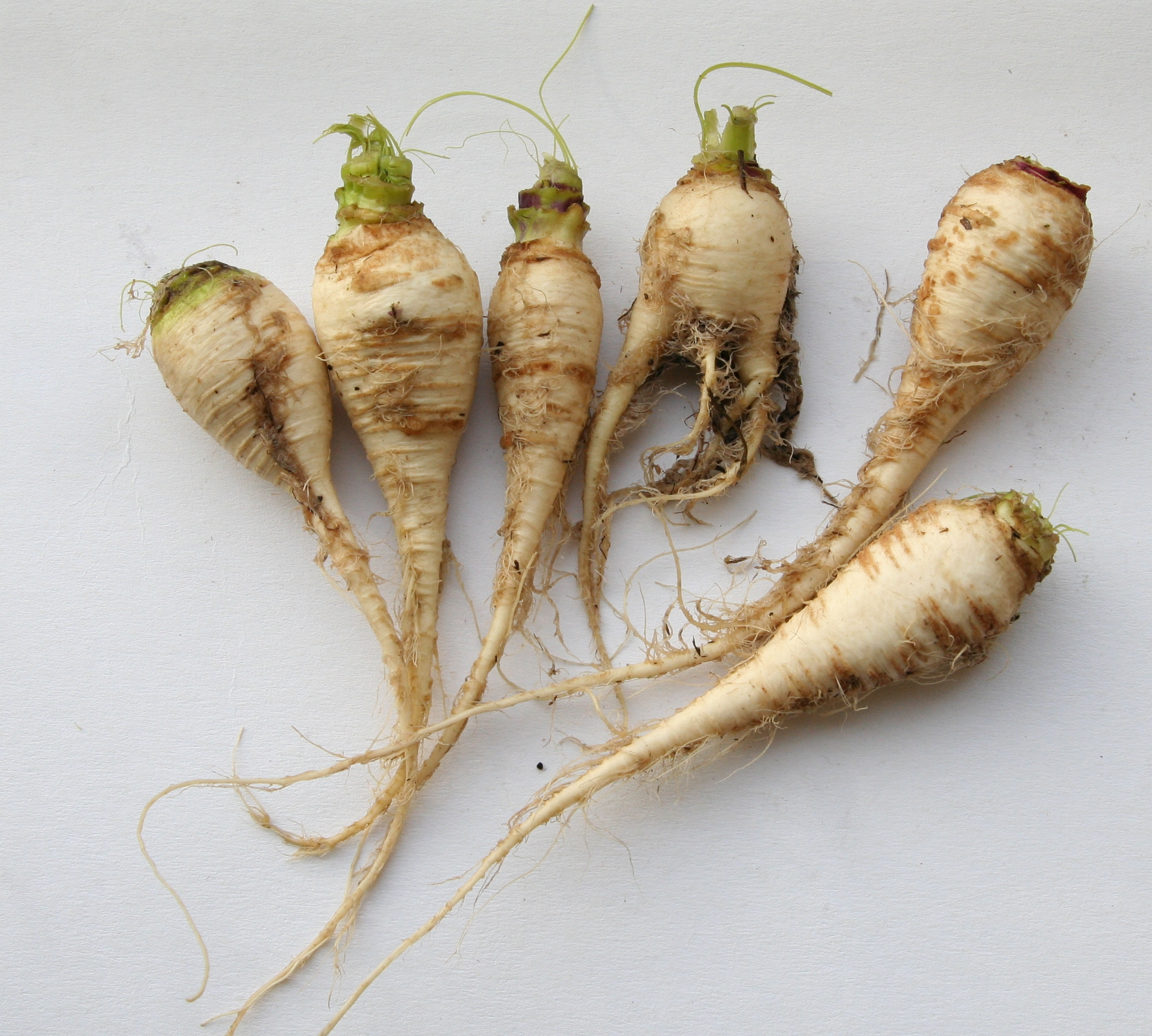
Teltower Rübchen

Das Teltower Rübchen ist eine besondere Form der Speiserübe. Sie ist benannt nach der Stadt Teltow, in deren Umland sie angebaut wird und gilt als landestypisches Edelgemüse der Mark Brandenburg. Die ersten Rezepte für Teltower Rübchen wurden 1723 im Brandenburgischen Kochbuch veröffentlicht. Der 1998 gegründete Förderverein für das Teltower Rübchen e. V. hat sich zum Ziel gesetzt, das seit über 300 Jahren angebaute Wurzelgemüse als kulinarische und regionale Spezialität wieder einem größeren Publikum näherzubringen. Seit 1999 gibt es jedes Jahr um den 1. Oktober herum ein Rübchenfest in Ruhlsdorf.

## Wirtschaft und Infrastruktur
Zur Zeiten der DDR war Teltow mit dem VEB Geräte- und Reglerwerk (GRW) (Teil des Kombinats Automatisierungsanlagenbau), dem VEB Elektronische Bauelemente „Carl von Ossietzky“ (Stammbetrieb des Kombinats Elektronische Bauelemente) und anderen Industrien ein landesweit bedeutender Standort der Elektrotechnik und Mikroelektronik. Diese Entwicklung brach mit der Wiedervereinigung ab. Das einstige GRW-Gelände, am Teltowkanal gegenüber der Zehlendorfer Teltow-Werft gelegen, wurde 1990 in das Techno Terrain Teltow (TTT) umgewandelt. Mit der Lage im TTT wurde Anfang 1991 das Technologiezentrum Teltow (TZT) als erstes Innovations- und Gründerzentrum des Landes Brandenburg eröffnet. Als Starthelfer und Dienstleister für Unternehmensgründungen will das Zentrum innovative und marktfähige Ideen vor allem im Bereich von Technik und Technologie unterstützen. Sechsmal seit 1992 haben Unternehmen des TZT und des TTT den Innovationspreis Berlin-Brandenburg erhalten.
Auf dem Techno Terrain Teltow haben sich innovative, auf Zukunftsbranchen orientierte Unternehmen angesiedelt. Im mit über 600.000 Quadratmeter Grundfläche größten innerstädtischen Büro- und Gewerbepark des Landes Brandenburg befinden sich etwa 200 Betriebe mit rund 7000 Beschäftigten. Nach Jahren niedriger Ansiedlungserfolge bauten mehrere Autohäuser nach der Idee einer „Automeile“ neu im Gewerbepark. Die geplante Ansiedlung eines großen Verbrauchermarktes und die Veränderung der Verkehrsführung sorgte im benachbarten Kleinmachnow und Stahnsdorf für kontroverse Diskussionen.
2002 gründete der britische Versicherer Direct Line seine deutsche Tochterfirma in Teltow. Der auf Kfz-Versicherung fokussierte Direktversicherer beschäftigt 350 Mitarbeiter.
Auch die AOK für das Land Brandenburg hat sich nach der Wende in der Potsdamer Straße in Teltow niedergelassen.

### Verkehr

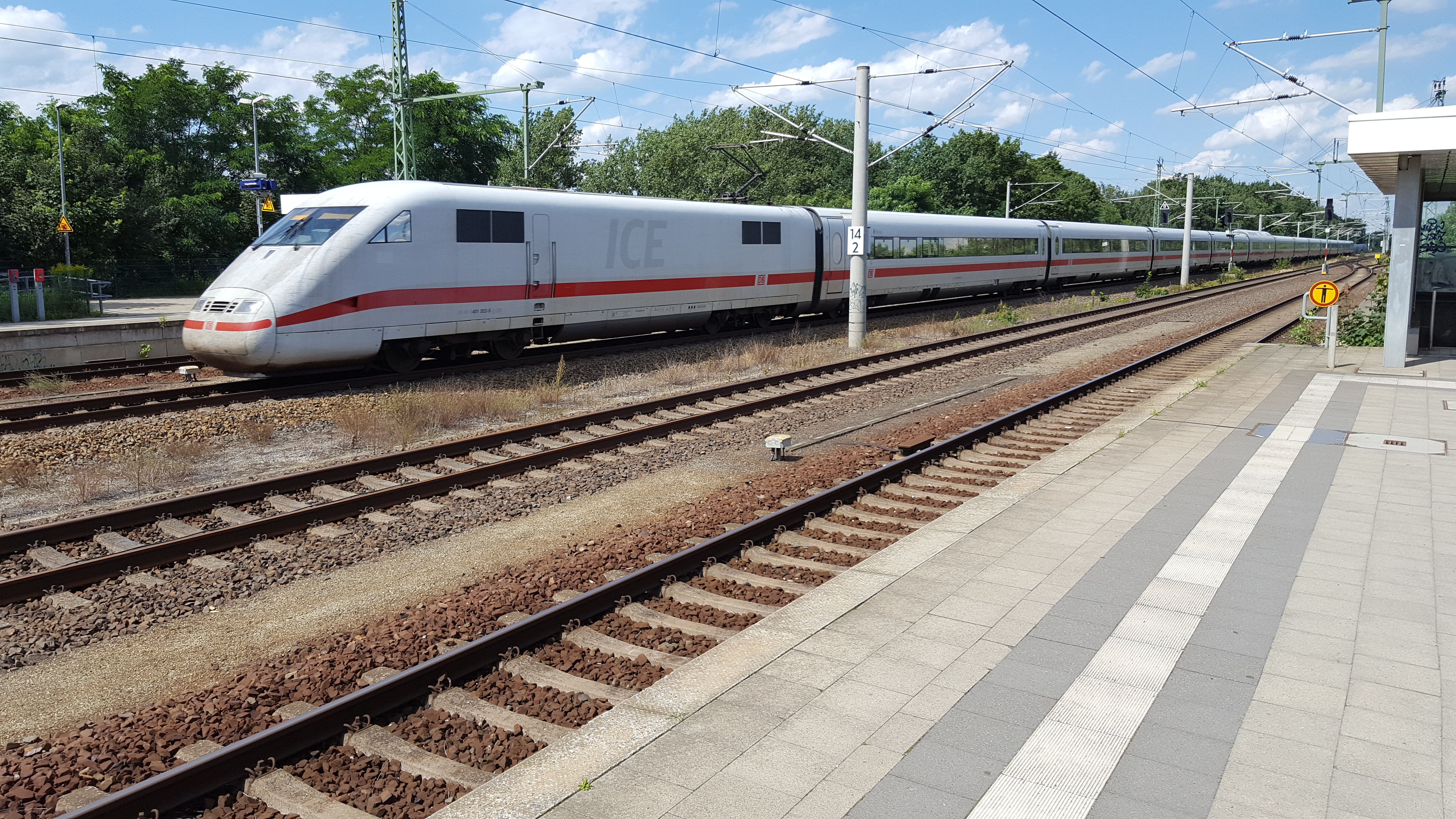
ICE 1 durchfährt Teltow

Der im Jahr 1901 eröffnete Bahnhof Teltow an der Anhalter Bahn (Bahnstrecke Berlin–Lutherstadt Wittenberg) wird von der Regional-Express-Linie RE 3 (Stralsund/Schwedt – Berlin – Ludwigsfelde – Jüterbog – Lutherstadt Wittenberg) stündlich bedient.
Der Güteraußenring führte durch Teltower Gebiet. Zudem war Teltow Ausgangspunkt der Teltower Eisenbahn. Diese Strecken sind stillgelegt.
2005 erhielt Teltow mit dem S-Bahnhof Teltow Stadt (Linie S25) Anschluss an das Berliner S-Bahn-Netz. Das Zentrum Berlins am Potsdamer Platz ist umsteigefrei in 23 Minuten erreichbar. Seit dem 18. Juli 2011 fährt die S-Bahn im 10-Minuten-Takt. Dieser war durch das Land Brandenburg bereits 2009 bestellt worden. Aufgrund fehlender Fahrzeuge konnte die S-Bahn Berlin die dichtere Taktfolge jedoch nicht früher darstellen. Seit Dezember 2017 werden Züge nach Blankenburg als Linie S26 eingesetzt. Diese fahren wie die S25 im 20-Minuten-Takt. 2032 soll die S-Bahn nach Stahnsdorf verlängert werden.
Den öffentlichen Personennahverkehr (ÖPNV) bedienen acht Buslinien der Regiobus Potsdam-Mittelmark, zwei Linien der Berliner Verkehrsbetriebe (BVG) sowie eine Linie der Verkehrsgesellschaft Teltow-Fläming. Alle Linien liegen in den Tarifgebieten Berlin C bzw. Potsdam C des Verkehrsverbundes Berlin-Brandenburg.
Durch den PlusBus des Verkehrsverbund Berlin-Brandenburg verkehren folgende Verbindungen ab Teltow:
- Linie X1: Teltow ↔ Stahnsdorf ↔ Güterfelde ↔ Potsdam
- Linie 600: Teltow ↔ Güterverkehrszentrum Großbeeren ↔ Mahlow ↔ Waßmannsdorf
- Linie 621: Teltow ↔ Neubeeren ↔ Struveshof ↔ Ludwigsfelde

Seit 2010 ist das Busliniennetz des Raumes TKS (Teltow, Kleinmachnow, Stahnsdorf) neu sortiert worden. Die Linien wurden neu geordnet und die Takte verdichtet. Die Buslinien fahren meist im 20-Minuten-Takt. Die Linien im Anschlussnetz (Fahrten nach Güterfelde oder in die einzelnen Wohngebiete) fahren alle 60 Minuten. Manchmal werden auch Rufbusse eingesetzt.

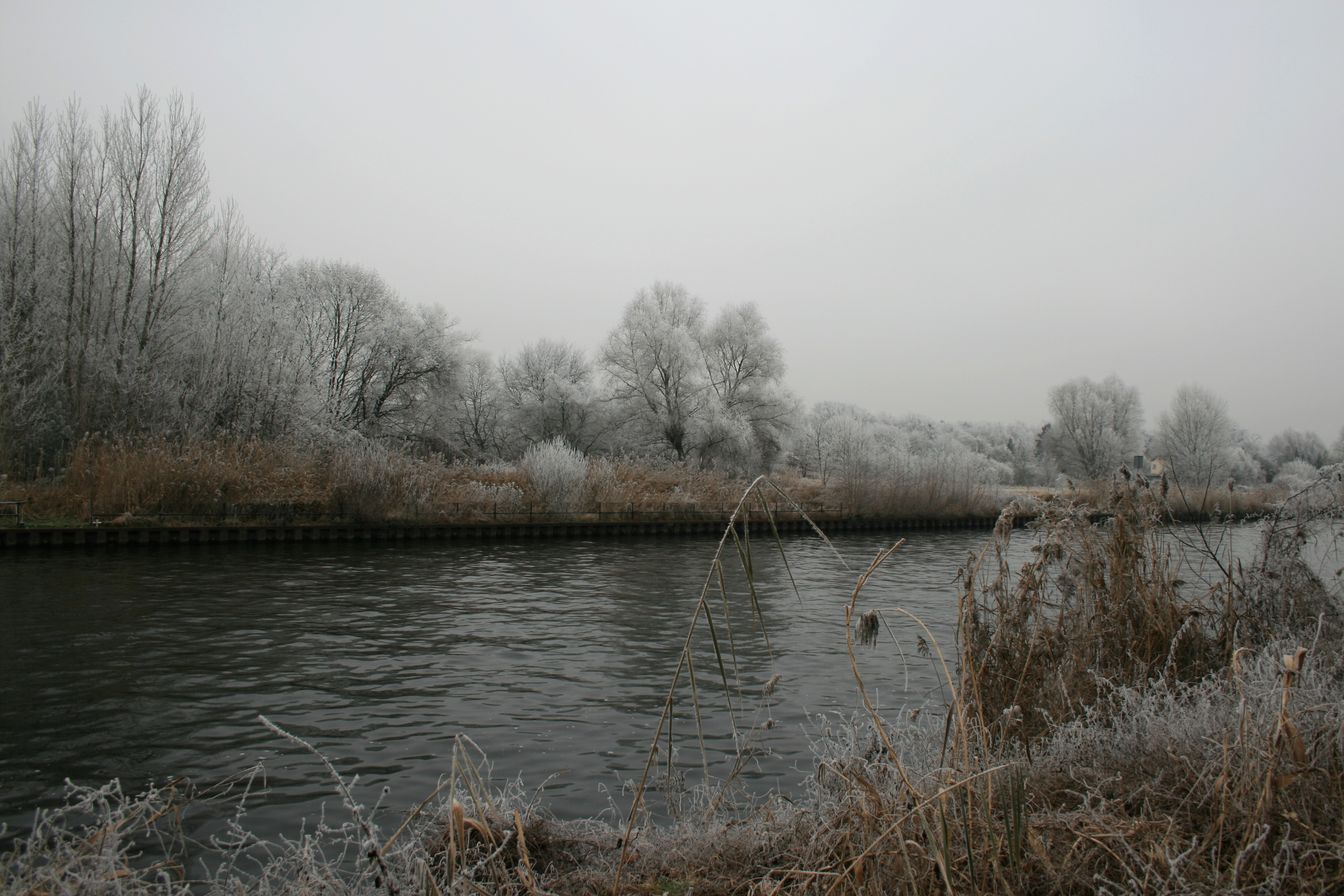
Teltowkanal im Winter

Das Verkehrsprojekt Deutsche Einheit Nr. 17 (Bundeswasserstraßenverbindung Hannover–Magdeburg–Berlin) hat zum Ziel, den Teltowkanal entsprechend Binnenwasserstraßenklassifizierung Vb für Großmotorgüterschiffe bis zu 110 Meter Länge und Schubverbände bis zu 185 Meter Länge befahrbar zu machen. Verschiedene Umweltverbände protestieren seit 1992 wegen der befürchteten massiven Eingriffe in die Uferlandschaften gegen den Ausbau.
Die Stadt liegt an den Landesstraßen 40 und 76. Die L 40 durchquert das südliche Ende des Stadtgebietes und erschließt das südliche Berliner Umland über Stahnsdorf, Teltow, Mahlow, Schönefeld nach Berlin Treptow-Köpenick. Sie verbindet Teltow mit den Bundesstraßen 101, 96 und 179. Die in Bau befindliche Verlängerung der Nutheschnellstraße (L 40n) verläuft als Ortsumfahrung Stahnsdorf/Teltow südlich an diesen vorbei, wobei die neue Trasse nördlich der existierenden Landstraße durch Güterfelde errichtet wird und bei Großbeeren in die alte Landstraße mündet. Die L 76 verläuft vom Ortskern Stahnsdorf durch Teltow. In der Ortsmitte trifft die Straße auf den Ruhlsdorfer Platz, als Knotenpunkt der Landesstraße mit der Verbindung von Berlin-Zehlendorf nach Ruhlsdorf. Vom Ruhlsdorfer Platz wendet sich die Straße südöstlich und trifft bei Großbeeren auf die Bundesstraße 101. In sechs Kilometer Entfernung liegt die Autobahn 115, Anschlussstelle 5 Kleinmachnow. Die A 115 verbindet den Berliner Stadtring (A 100) im Südwesten von Berlin mit dem Berliner Ring (A 10). Die Entfernung zum Flughafen Berlin Brandenburg beträgt rund 20 Kilometer.

### Öffentliche Einrichtungen

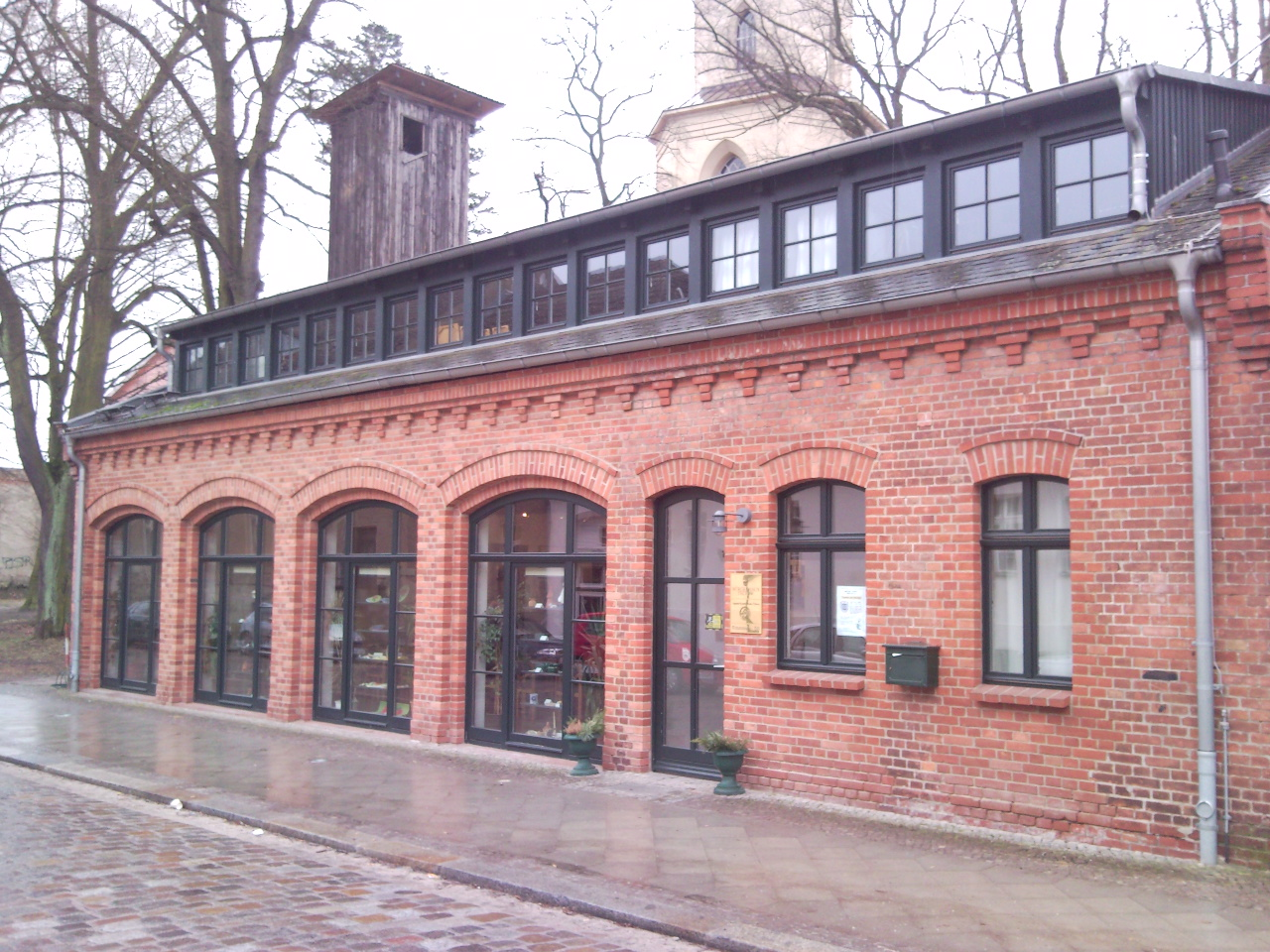
Bürgerhaus

Die Stadt setzte ein Schlüsselprojekt für mehr Leben in der Altstadt um: Der denkmalgeschützte Gebäudekomplex unmittelbar am Marktplatz, die so genannte Kuppelmayrsche Siedlung, wurde zum Rathaus mit Bürgerzentrum umgebaut. Dort ist seit September 2007 die gesamte Stadtverwaltung konzentriert, die früher auf verschiedene Standorte verteilt war. Das Standesamt befindet sich im Historischen Rathaus, ebenfalls am Marktplatz. Die Stadtbibliothek mit Sitz in der Jahnstraße verfügt über einen Bestand von rund 28.000 Medieneinheiten.
Das seit 1898 in der Ritterstraße 10 bestehende Spritzenhaus der Freiwilligen Feuerwehr wurde 2005 zum Bürgerhaus umgestaltet. Die 1992 eröffnete Jugendkunstschule hat ihr Domizil im Bürgerhaus und ermöglicht Kindern und Jugendlichen künstlerische Betätigung. Darüber hinaus finden im Bürgerhaus jährlich bis zu sechs Kunstausstellungen von Künstlern der Region, Prominententreffs und Buchlesungen statt. Seit September 2005 hat dort der Seniorenclub seinen Sitz.
Das Jugendhaus Schifferkinderheim in der Boberstraße wurde im Januar 1996 von JOB e. V. (Jugend, Orientierung und Beruf) als Träger der freien Kinder- und Jugendhilfe im Landkreis Potsdam eröffnet. Das Konzept des Hauses ist für Mädchen und Jungen im Alter von 10 bis 27 Jahren bestimmt mit einem Bandprobenraum, einem Atelier, einer Theatergruppe und häufig wechselnden Ausstellungen. Ein wichtiger Aspekt ist die Jugendberatung. Die Mädchenzukunftswerkstatt ist ein geschlechtsspezifisches Hilfe- und Unterstützungsangebot zur Lebensplanung und zur Berufsorientierung für Mädchen im Alter von 10 bis 19 Jahren. Der Jugendtreff Teltow „jtt“ ist seit Jahren ein offenes Angebot für alle Jugendlichen zwischen 6 und 27 Jahren.
Etwa im Jahre 2020 soll der Stadthafen Teltow Wassersportler vom Teltowkanal zum Besuch in die Stadt locken und für die Bewohner für einen attraktiven Treffpunkt am Wasser sorgen.

### Bildung
Alle kommunalen Kindertagesstätten, acht kombinierte Krippen und Kindergärten mit insgesamt 1196 Plätzen sowie ein Hort, werden durch das Unternehmen Kindertagesstätten betrieben. Zusätzlich bestehen mit dem evangelischen Kindergarten der St.-Andreas-Kirchengemeinde und zwei Kitas im Evangelischen Diakonissenhaus (davon einer Integrationskita) drei Kindergärten in freier Trägerschaft.
Mit der Ernst-von-Stubenrauch-Grundschule, der Anne-Frank-Grundschule und der Grundschule „Am Röthepfuhl“ gibt es drei gemeindliche Grundschulen.
Zu DDR-Zeiten gab es in Teltow Polytechnische Oberschulen (POS) mit zehn Klassen als allgemeiner Schulform im Bildungssystem der DDR. Seit 2005 gibt es im Land Brandenburg die Brandenburger Oberschule, eine Gesamtschule ohne gymnasiale Oberstufe, die als Schulform nur im Bundesland Brandenburg existiert. Die Gesamtschule Teltow (ehemals Mühlendorf-Oberschule) im Wohngebiet am Ruhlsdorfer Platz ist eine Integrationsschule, in der in einigen ausgewählten Klassen behinderte und nicht behinderte Kinder gemeinsam lernen.
Mit der Wiedervereinigung wurde eine Filiale des Weinberggymnasiums Kleinmachnow eingerichtet und im Schuljahr 1993/1994 in ein Gymnasium umgestaltet. Seit 1996 trägt es den Namen Immanuel-Kant-Gymnasium Teltow und wird von zirka 650 Schülern besucht.
Ergänzt wird die Schullandschaft durch das OSZ Teltow, das berufliche Oberstufenzentrum Technik Teltow des Landkreises Potsdam-Mittelmark. Die Schwerpunkte liegen in den Berufsfeldern der Elektrotechnik, der Informations- und Medientechnik, der Metalltechnik, der Kfz-Technik, der Versorgungstechnik und des Wasserbaus.
Darüber hinaus bietet die staatlich anerkannte Berufliche Schule für Hotellerie und Gastronomie des Ausbildungsverbund Teltow e. V. die Möglichkeit der Beschulung der gastronomischen IHK Ausbildungsberufe, als Ersatzschule zum staatlichen OSZ. Der Ausbildungsverbund Teltow e. V. ist weiterhin ein zertifiziertes Aus- und Weiterbildungszentrum, welches 1991 aus dem ehemaligen VEB Geräte- und Reglerwerke Teltow (GRW) hervorging.
Weiterhin gibt es die Akzent GmbH, eine Berufsfachschule für Wirtschaft, die Hans-Christian-Andersen-Förderschule für geistig behinderte Kinder und Jugendliche, die Evangelische Grundschule Teltow Seehof und die Evangelische Fachschule für Sozialwesen Dietrich-Bonhoeffer-Schule. Das Potsdam Kolleg ist eine Schule des Zweiten Bildungsweges, die Erwachsenen die Möglichkeit zum nachträglichen Erwerb der allgemeinen Hochschulreife bietet. Sie wird seit dem 1. August 2007 von der Landeshauptstadt Potsdam getragen.

### Medien
Die Teltower Stadt-Blatt Verlags- und Presse GmbH gibt das Monatsmagazin lokal.report für die Gemeinden Teltow, Kleinmachnow, Stahnsdorf, Großbeeren und Berlin-Steglitz-Zehlendorf mit einer Auflagenstärke von 7000 Exemplaren heraus. Des Weiteren versorgt derselbe Verlag die Region bis einschließlich Berlin-Bezirk Steglitz-Zehlendorf, Großbeeren, Nuthetal, Blankenfelde-Mahlow, Schönefeld und Ludwigsfelde mit dem auflagengeprüften, zweiwöchentlichen Anzeigenblatt Regional Rundschau mit einer Auflagenstärke von 70.000 Stück. In wechselndem zweijährlichen Turnus erscheinen aus demselben Hause die Informationsbroschüren Wirtschaft kompakt mit einer Auflage von 2000 Exemplaren und die Brandenburg.vernetzt als Repräsentationsmedium für die regionale Wirtschaft.

### Sport
Die Kiebitzberge in Kleinmachnow sind das regionale Sport- und Naherholungsgebiet mit Freibad, Sportstätten, Rodelberg und Wald. Ein 2004 gegründeter Förderverein setzt sich erfolgreich für den Erhalt des renovierungsbedürftigen Freibades ein, das 2013 renoviert wurde.
Der Regionaler SV Eintracht Teltow-Kleinmachnow-Stahnsdorf 1949 e. V. ist mit zirka 3500 Mitgliedern in 18 Abteilungen (Stand 2025) der mitgliederstärkste Verein des Landkreises Potsdam-Mittelmark. Die leistungsstärkste Mannschaft des Vereins spielt in der 2. Bundesliga Basketball. 22 Prozent der aktiven Mitglieder kommen aus Teltow, der Rest im Wesentlichen aus Stahnsdorf und Kleinmachnow.
Darüber hinaus bieten zahlreiche weitere Vereine verschiedene Sportarten an. Die Sportstätten liegen entweder in Teltow oder im angrenzenden Kleinmachnow beziehungsweise Stahnsdorf. Der Teltower FV 1913 ist der Fußballverein Teltows.
Der Sportverein Ruhlsdorf 1893 e. V. ist einer der ältesten Sportvereine der Region.

## Persönlichkeiten

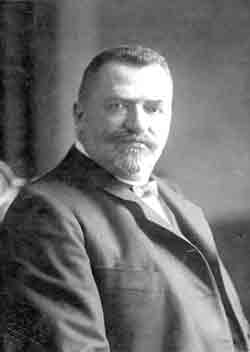
Ernst von Stubenrauch

### Ehrenbürger
Die Ehrenbürgerschaft der Stadt Teltow wurde an folgende Personen verliehen:
- 1906: Ernst von Stubenrauch[86] (1853–1909), 1885 bis 1908 Landrat des Kreises Teltow, „Vater des Teltowkanals“
- 1934: Wilhelm Kube[87] (1887–1943), Oberpräsident der Provinz Brandenburg, 2014 aberkannt
- 1936: Joseph Goebbels[88] (1897–1945), Reichspropagandaminister, 2014 aberkannt
- 1956: Erich Correns[89] (1896–1981), Direktor des Instituts für Faserstofforschung der Deutschen Akademie der Wissenschaften in Teltow
- 1968: Albert Wiebach[90] (1893–1974), erster Bürgermeister Teltows nach dem Ende des Zweiten Weltkriegs
- 1975: Konstantin Fjodorowitsch Tschaika,[91] (* 1923), 1945 einer der ersten Rotarmisten, die Teltow erreichten. Bei einem Granatenangriff wurde er in Teltow lebensgefährlich verletzt und verlor ein Auge.

Im Januar 2014 wurde Joseph Goebbels und Wilhelm Kube durch einstimmigen Beschluss der Stadtverordnetenversammlung die Ehrenbürgerwürde postum aberkannt.

### Söhne und Töchter der Stadt
- Otto von Schlabrendorf (1650–1721), preußischer General
- Konrad von Heuduck (1786–1866), preußischer Generalmajor
- Erich Koschny (1846–1875), Verleger und Buchhändler
- Emil Kraatz (1848–1921), Kommunalpolitiker, Bürgermeister in Bernau, Pforzheim und Naumburg (Saale)
- Friedrich-Wilhelm Siebeke (1922–2013), Rechtsanwalt
- Günther Feustel (1924–2011), Autor von Kinder- und Jugendliteratur
- Wolfgang Hegemeister (1924–2020), ehemaliger Bundesleiter und Mitbegründer der Deutschen Waldjugend
- Klaus Hoppe (1938–2006), Ingenieur
- Peter Reusse (1941–2022), Schauspieler und Schriftsteller
- Harry Zedler (* 1946), Fußballspieler

### Mit der Stadt verbundene Persönlichkeiten

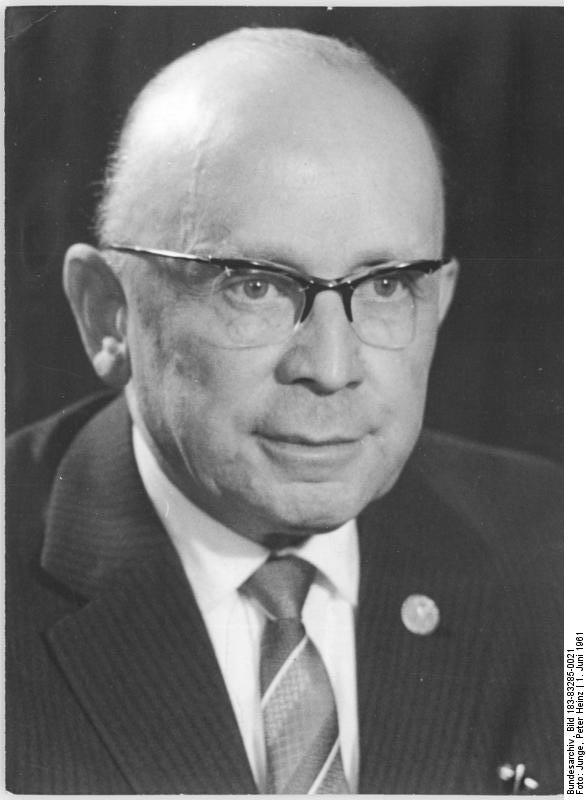
Erich Correns

- Johann Christian Jeckel (1672–1737), von 1701 bis zu seinem Tode 1737 Pfarrer in Teltow, Autor der Teltowgraphie, einer Chronik über die Stadt und den Landkreis Teltow.
- Gustav Witte (1870–1912), Pilot, siedelte 1911 nach Teltow über und eröffnete seine eigene Flugschule. 1912 startete er vom Teltower Flugfeld den ersten offiziellen Nachtflug in der deutschen Fluggeschichte.
- August Mattausch (1877–1945), deutscher bildender Künstler, lebte in Teltow
- Gertrud Dreyfuss (1885–1968), Malerin, lebte in Teltow
- Erich Correns (1896–1981), Chemiker und Präsident des Nationalrates der Nationalen Front der DDR, 1951 bis 1962 Direktor des Instituts für Faserstofforschung der Deutschen Akademie der Wissenschaften in Teltow-Seehof
- Matthias Falter (1908–1985), Physiker, leitete die Entwicklung des ersten in der DDR hergestellten Germanium-Transistors, während er 1951–1964 in Teltow arbeitete
- Karl Erich Koch (1910–2000), Maler und Grafiker, lebte in Teltow
- Peter Brock (1916–1982), Kinder- und Jugendbuchautor, lebte von 1960 bis zu seinem Tode 1982 in Teltow-Seehof
- Christel Schulze (* 1936), Sängerin, lebt in Teltow
- Markus Lüpertz (* 1941), Maler und Bildhauer, hatte in Teltow sein Atelier[93]